# 가루다
가루다(산스크리트어: गरुड) 또는 가루라(팔리어: गरुळ)는 주로 힌두교의 신 비슈누의 바하나 (탈것)으로 묘사되는 힌두교의 신이다. 이 신성한 생명체는 힌두, 불교, 자이나교 신앙에서 언급된다. 가루다는 또한 데바, 간다르바, 다이트야, 다나바, 나가, 바나라, 야크샤의 이복형제이다. 그는 현자 카샤파와 비나타의 아들이다. 그는 태양의 마부인 아루나의 남동생이다. 가루다는 푸라나와 베다를 비롯한 여러 다른 문헌에서도 언급된다.
가루다는 새들의 왕이자 흰머리솔개와 같은 형상으로 묘사된다. 그는 동물 형태 (부분적으로 펼쳐진 날개를 가진 거대한 새) 또는 인간 형태 (날개와 일부 조류적 특징을 가진 사람)로 나타난다. 가루다는 일반적으로 어디든 빠르게 이동할 수 있는 힘을 가진 수호자로, 항상 경계하고 모든 뱀의 적이다. 그는 또한 타르크샤와 바이네테야라고도 알려져 있다.
가루다는 인도, 인도네시아, 태국의 국가 상징의 일부이다. 인도네시아와 태국은 가루다를 문장 (상징)으로 사용하며, 인도 육군은 근위여단 연대 휘장에 가루다를 사용한다. 인도 공군은 특수 작전 부대에 그의 이름을 따서 가루드 특공대라고 명명했다. 그는 종종 큰 황새 (Leptoptilos dubius)와 연관된다.

## 힌두교
힌두교에서 가루다는 신성한 독수리 모양의 태양새이자 새들의 왕이다. 리그베다에는 날개를 가진 천상의 데바로 묘사된 가루트만이 언급된다. 야주르베다에 포함된 샤타파타 브라마나 텍스트는 가루다를 용기의 의인화로 언급한다. 마하바라타에서는 가루트만이 가루다와 동일하다고 명시되어 있으며, 빠르고 어떤 형태로든 변신하여 어디든 들어갈 수 있는 존재로 묘사된다. 그는 서사시에서 강력한 존재로, 날개짓으로 천국, 지구, 지옥의 회전을 멈출 수 있다. 그는 힌두교의 신 비슈누의 탈것으로 묘사되며, 일반적으로 그들은 함께 나타난다. 그는 태양신 수리야의 마부인 아루나의 남동생이다.
조지 윌리엄스에 따르면, 가루다는 동사 그리(gri) 즉 '말하다'에서 유래한다. 그는 베다 문학에서 릭(리듬), 사만(소리), 야즈나(희생), 아트만(자아, 의식의 가장 깊은 수준)의 은유이다. 윌리엄스는 푸라나에서 가루다가 이념의 문자적인 구현이 되며, 최고 자아(비슈누)에 붙어 분리될 수 없는 자아(Self)가 된다고 말한다. 가루다는 비슈누파의 필수적인 부분이지만, 시바파에서도 두드러지게 나타나며, 가루다 탄트라와 키라나 탄트라와 같은 시바파 경전과 시바 사원에서는 새이자 아트만의 은유로 등장한다.

### 도상학

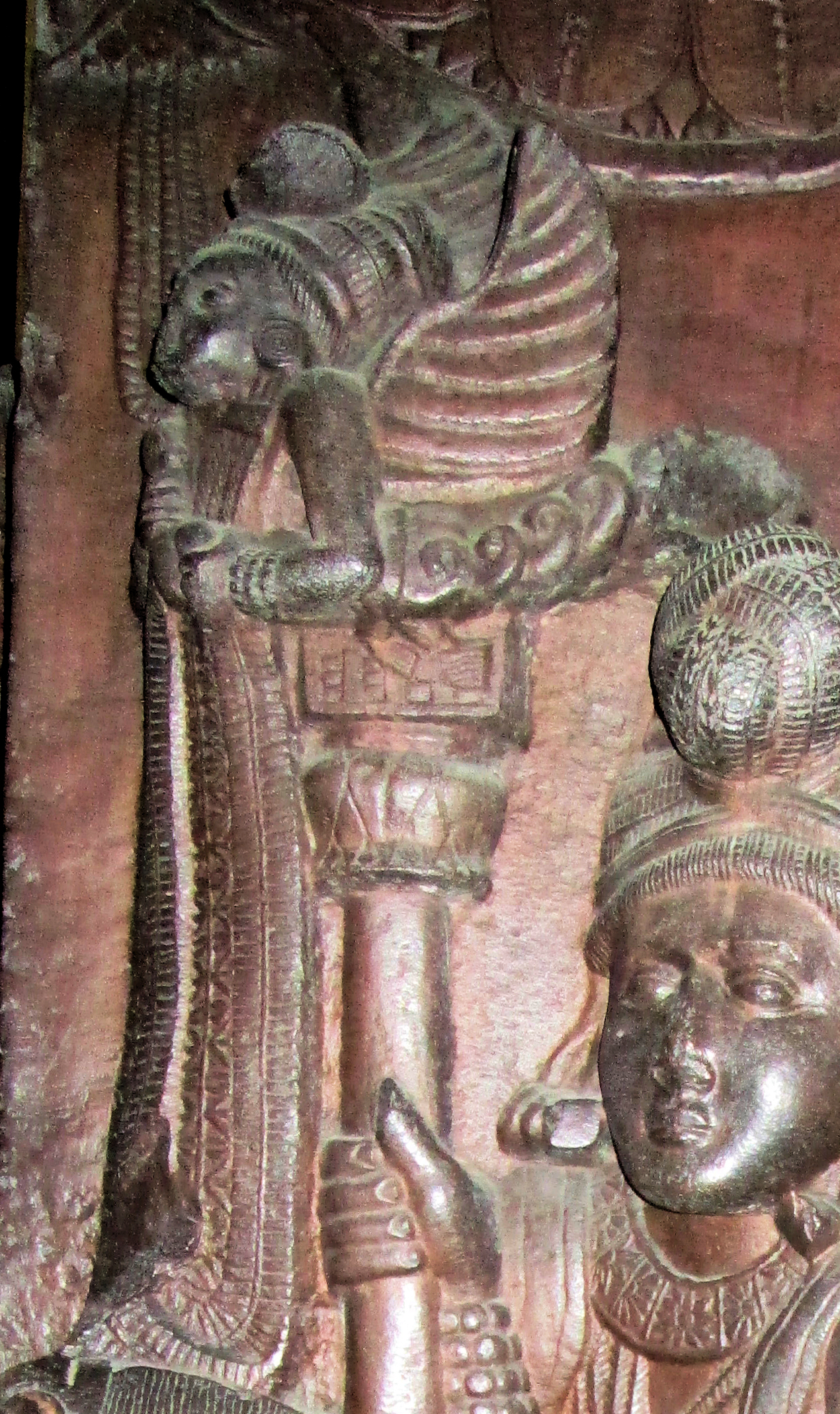
휴대용 가루다 기둥을 묘사한 부조, 가장 오래된 가루다 이미지 중 하나, 바르후트, 기원전 100년.

가루다 도상에 대한 힌두교 경전은 세부 사항에서 다양하다. 새 형태일 경우 독수리 모양이며, 보통 필요한 곳이면 어디든 날아갈 준비가 되어 있는 것처럼 날개가 살짝 열려 있다. 부분적으로 인간 형태일 경우 독수리 같은 코, 부리 또는 다리를 가질 수 있으며, 눈은 크고 열려 있고, 몸은 에메랄드색이며, 날개는 황금색이다. 그는 두 손 또는 네 손으로 나타날 수 있다. 비슈누를 들고 있지 않을 경우, 뒷손 하나에는 암리타 (불사의 꿀) 병을, 다른 손에는 우산을 들고 있으며, 앞쪽의 두 손은 안잘리 (나마스테) 자세를 취한다. 비슈누를 들고 있을 경우, 뒷손은 비슈누의 발을 지탱한다.
라오에 따르면, 실라파트나 경전에 따르면, 가루다는 두 손만으로 그리고 네 가지 색상 띠로 가장 잘 묘사된다: "발에서 무릎까지 황금색, 무릎에서 배꼽까지 흰색, 배꼽에서 목까지 주홍색, 그리고 목 위는 검은색". 경전은 그의 손은 아바야 (두려움 없음) 자세를 취해야 한다고 권장한다. 스리타트바니디 경전에서 가루다의 권장 도상은 무릎을 꿇고 하나 이상의 뱀을 두르고, 새 부리처럼 뾰족한 코를 가진 인물이며, 두 손은 나마스테 자세를 취한다. 이 양식은 비슈누에게 헌정된 힌두교 사원에서 흔히 볼 수 있다.
일부 도상에서 가루다는 비슈누와 그의 두 배우자, 즉 스리데비와 부데비를 옆에 태우고 있다.
가루다 도상은 바다미 동굴 사원 (6세기)의 동굴 3 입구 처마 아래와 같은 인도의 초기 사원에서 발견된다.

### 신화

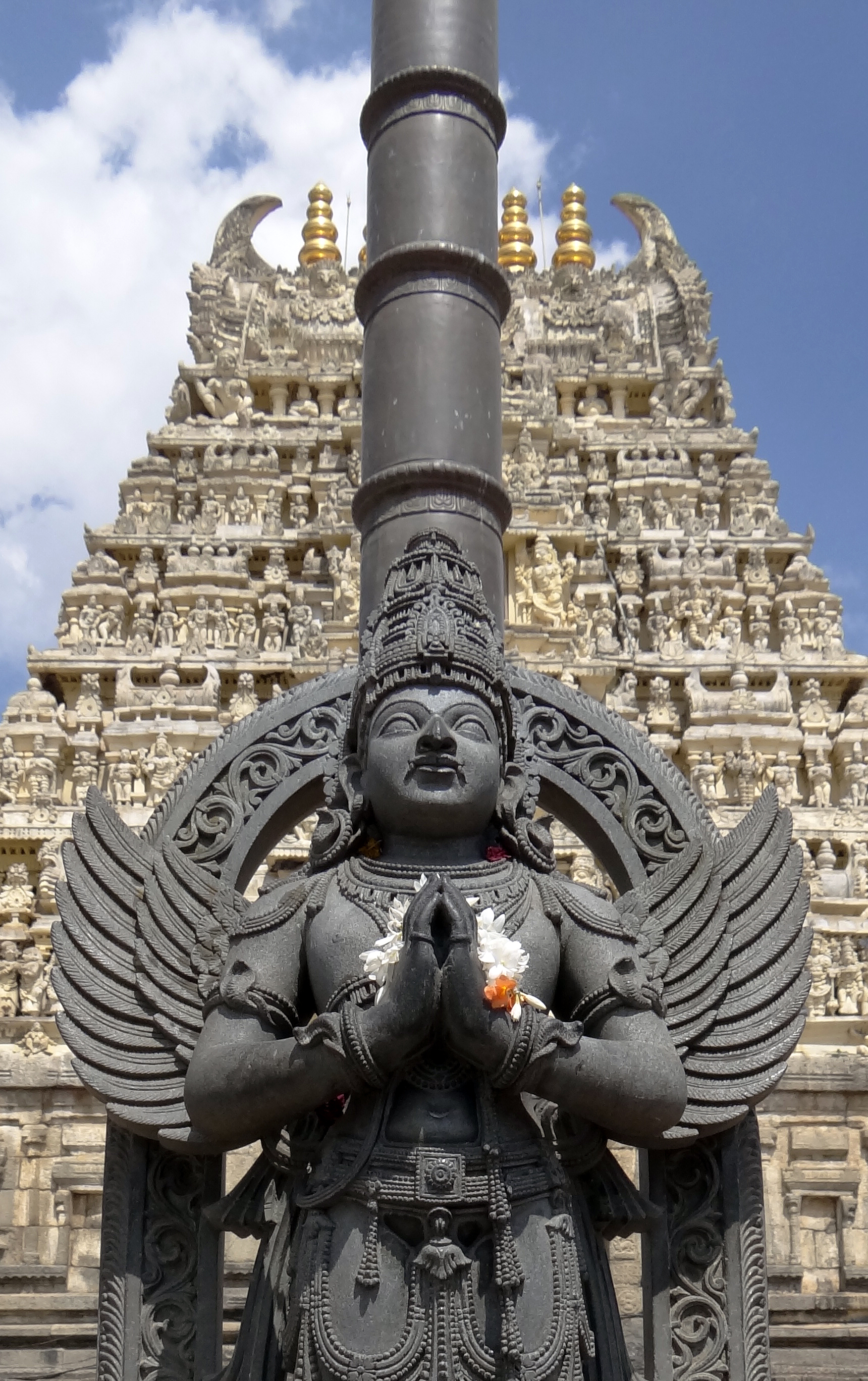
가루다는 비슈누 사원에서 발견된다; 위: 인도 벨루르.

가루다의 신화는 힌두교 태양신 수리야의 마부인 아루나와 연결되어 있다. 아루나와 가루다 모두 알에서 태어났다. 조지 윌리엄스가 전한 한 버전에 따르면, 카샤파 프라자파티의 두 아내 비나타와 카드루는 아이를 원했고, 카샤파는 각자에게 소원을 들어주었다. 카드루는 천 명의 나가 아들을, 비나타는 두 명만을 요청했지만, 각각 카드루의 천 명 아들 모두와 동등한 존재였다. 카샤파는 그들을 축복하고는 숲으로 물러나 명상했다. 나중에 카드루는 천 개의 알을 낳았고, 비나타는 두 개의 알을 낳았다. 500년 동안 품은 후, 카드루의 알은 부화하여 천 명의 아들이 나왔다. 비나타는 자신의 아들을 갈망하여 참을성 없이 알 하나를 깨뜨렸다. 이 알에서 부분적으로 형성된 아루나가 나왔는데, 약속했던 정오의 태양처럼 밝지는 않았지만 아침 태양처럼 빛나고 붉은색을 띠었다. 아루나는 그의 어머니 비나타의 조급함을 꾸짖었고, 두 번째 알을 깨지 말라고 경고하며, 그의 형제가 그녀를 구출할 때까지 노예가 될 것이라고 저주했다. 아루나는 그 후 태양신 수리야의 마부가 되었다.

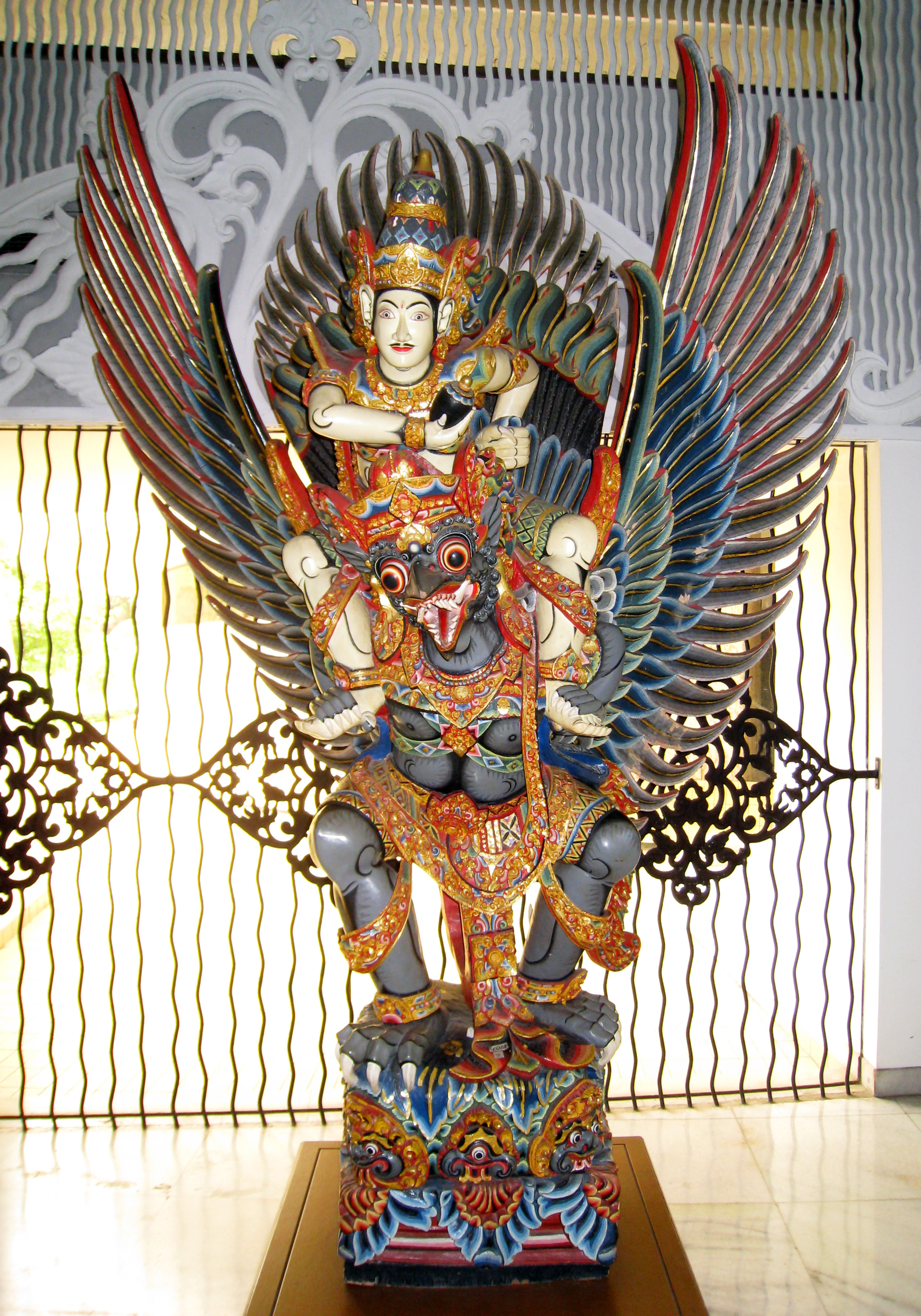
발리의 나무 조각상, 비슈누가 가루다를 타고 있는 모습. 푸르나 박티 페르티위 박물관, 자카르타, 인도네시아.

비나타는 기다렸고, 여러 해가 지난 후 두 번째 알이 부화하여 가루다가 태어났다. 카드루에게 속임수로 내기에서 진 후, 비나타는 그녀의 노예가 될 수밖에 없었다. 가루다는 나중에 그의 형제들에게 그의 어머니를 노예 상태에서 해방시켜 달라고 요청했고, 그들은 천국에서 암리타를 요구했다. 가루다는 그의 비범한 힘과 능력으로 신들과 전쟁을 벌였고, 인드라를 포함한 모든 신들을 물리쳤다. 그리고 인드라의 꿀병을 가지고 땅으로 다시 날아왔다. 비슈누가 가루다에게 와서 그의 탈것이 되어달라고 요청했고, 가루다는 동의했다. 인드라는 가루다가 나가스에게 암리타를 주지 말라고 요청했는데, 나중에 큰 문제가 될 것이기 때문이었다. 그래서 그들은 계획을 세웠다. 가루다는 형제들에게 도착하여 병을 그들 앞에 놓았고, 마시기 전에 먼저 정화하라고 요청했다. 그동안 자얀타 (인드라의 아들)는 병을 다시 훔쳐갔다. 돌아오자, 나가들은 모두 가루다에게 잡아먹혔다.
일부 신화는 가루다가 너무 거대하여 태양을 가릴 수 있다고 제시한다. 가루다 푸라나는 그의 이름을 따서 지어졌다.
가루다는 마하바라타에서 뱀 고기를 먹는 자로 나타나는데, 인드라가 개입한 수무카 뱀을 죽여 먹으려는 계획에 대한 이야기가 그 예이다. 분노한 가루다는 자신의 업적을 자랑하고 자신을 인드라와 동등하다고 비유한다. 비슈누는 가루다에게 교훈을 주고 그의 힘에 대한 자만을 고쳐주었다. 서사시에서는 가루다 또한 뱀을 잡아먹는 새의 종족이다.
베다 시대 후기 시인 수파르나아키아나는 가루다의 전설을 다루며, 이후 마하바라타에 등장하는 확장된 버전의 기초를 제공한다.

### 상징주의

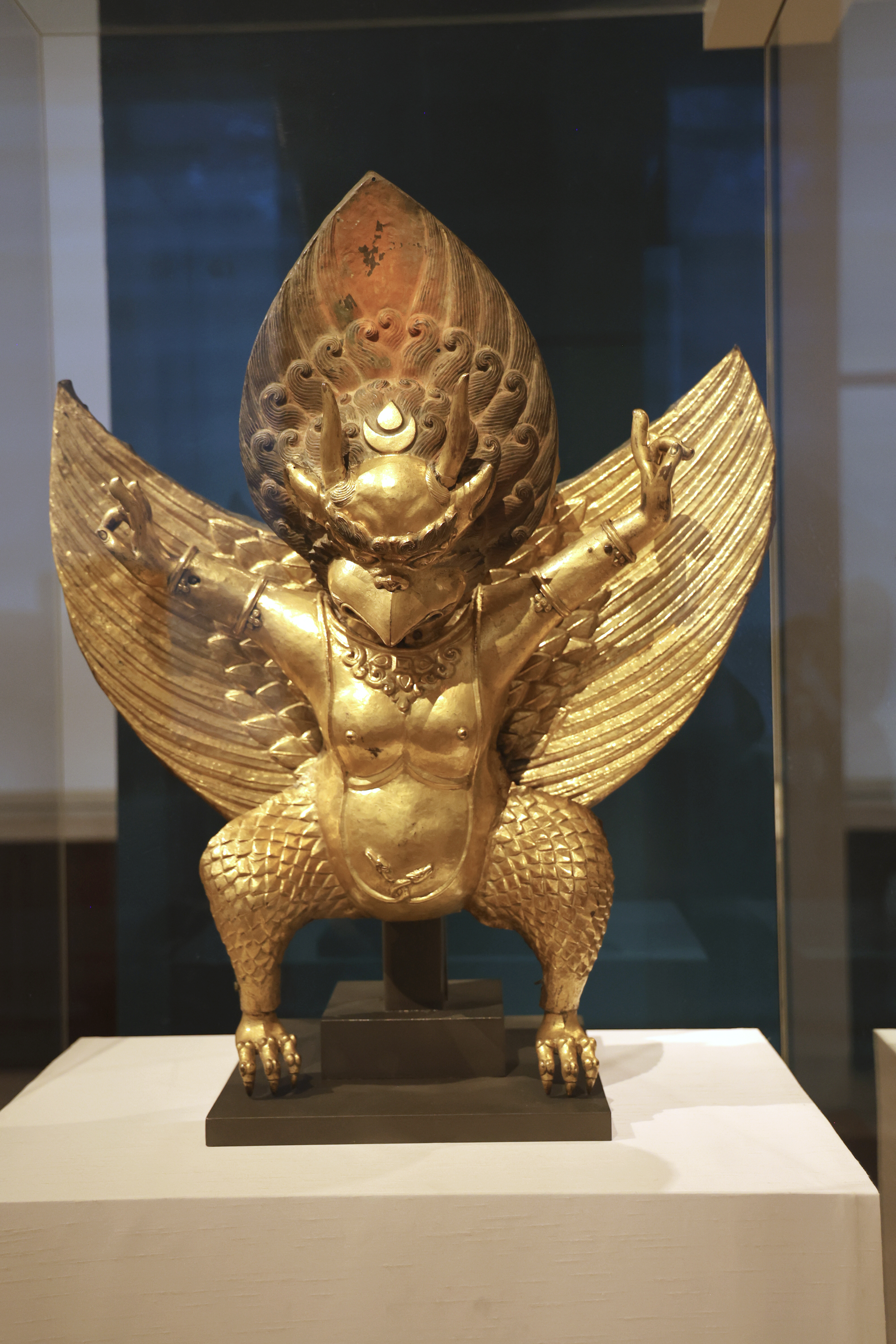
19세기 도금 청동 가루다.

가루다는 정의를 위해 싸우고 악을 파괴하며 다양한 아바타라로 다르마를 보존하는 힌두교의 신 비슈누와의 연결고리 덕분에 왕의 의무와 권력의 상징적인 존재, 왕권이나 다르마의 휘장이 되었다. 그의 독수리 같은 형상은 혼자 또는 비슈누와 함께 나타나 국가 권력에 대한 신성한 승인을 의미한다. 그는 초기 힌두 왕국의 많은 동전 앞면에 이러한 상징주의를 담고 나타나는데, 단일 머리 새 또는 모든 방향을 주시하는 세 머리 새 형태로 나타난다.
마하바라타 전반에 걸쳐 가루다는 무모한 폭력적인 힘, 속도, 그리고 무술의 상징으로 언급된다. 파멸할 적을 향해 빠르게 나아가는 강력한 전사들은 뱀에게 달려드는 가루다에 비유된다. 패배한 전사들은 가루다에게 짓밟힌 뱀과 같다. 마하바라타의 등장인물 드로나는 가루다의 이름을 딴 군사 대형을 사용한다. 크리슈나는 그의 깃발에 가루다의 이미지를 가지고 있다.

### 사원
가루다 조각상과 도상은 많은 비슈누 사원에서 볼 수 있지만, 인도에는 가루다를 신으로 모시는 사원이 거의 없다.

#### 벨라마세리 가루다 사원,트리프란고데,티루르,말라뿌람,케랄라주
1800년 된 고대 카부는 가루다에게 헌정되었으며, '사르파 도샴' (뱀의 저주) 완화로 주에서 유명하다. 본 사원 근처에는 비슈누 신의 쿠르마 아바타에게 헌정된 희귀한 부속 사원이 있다.

#### 쳄마나두 스리 크리슈나 가루다 마하비슈누 사원,티루바니유르,에르나쿨람, 케랄라
이 사원은 가루다 자신이 봉헌식에서 신도들 앞에 독수리 형태로 나타난 후 건설된 것으로 믿어진다. 이 사원에는 비슈누 신이 그의 모히니 스와루팜 형태로 존재하여 희귀성을 더한다.

## 불교

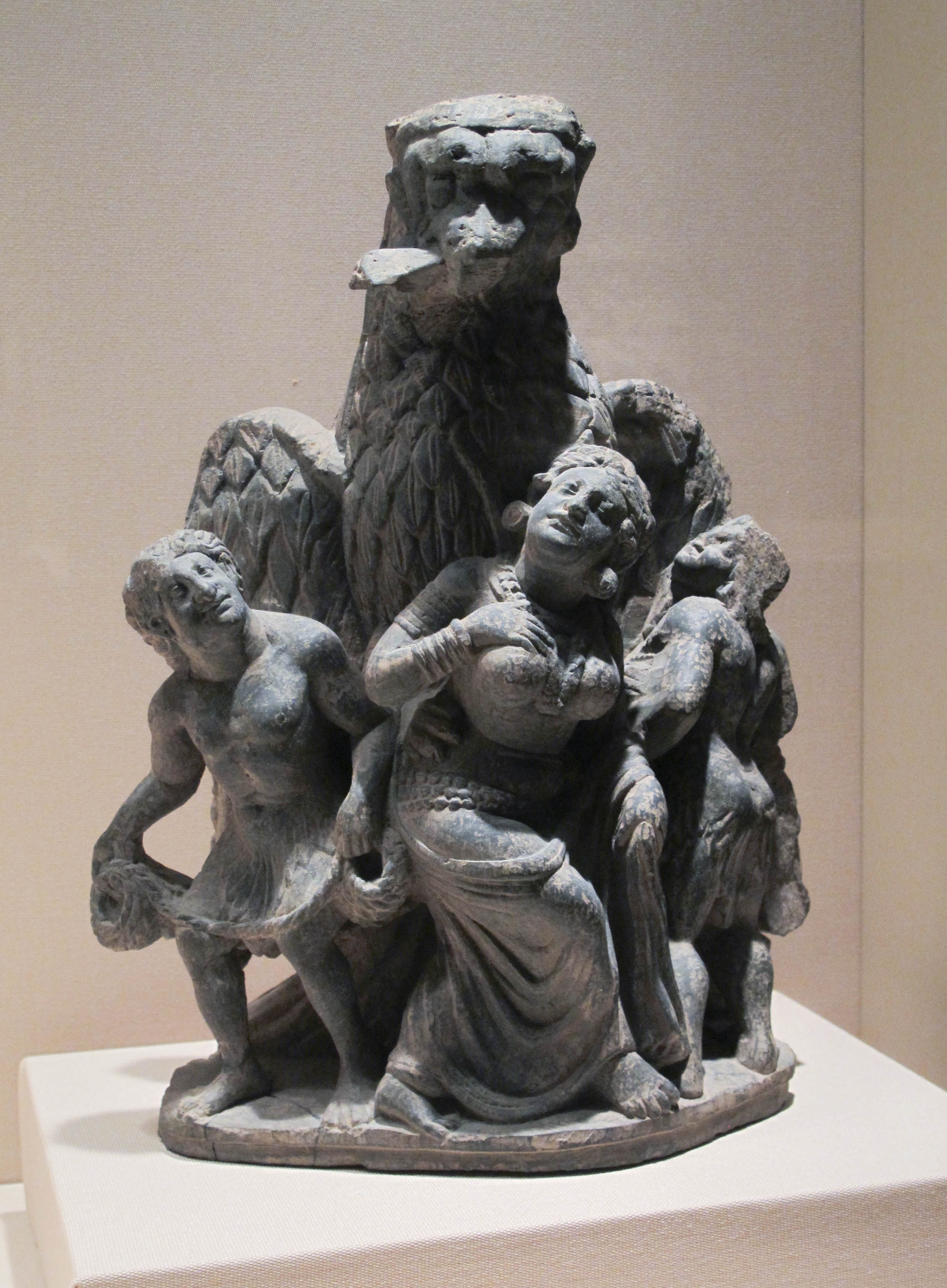
나가족을 물리치는 가루다, 간다라 미술 작품, 2세기.

가루다 또는 가루라라고도 불리는 금빛 날개를 가진 새들은 불교 경전에 등장한다. 불교적 개념의 윤회 아래에서 그들은 팔부신장 중 하나이다. 불교 미술에서 그들은 앉아서 부처의 설법을 듣는 모습으로 나타난다. 그들은 나가 (뱀)의 적이며 때로는 발톱 사이에 뱀을 잡고 있는 모습으로 묘사된다. 힌두 미술과 마찬가지로, 동물 형태 (거대한 독수리 같은 새)와 부분적으로 인간 형태 (부분적으로 새, 부분적으로 인간)의 도상은 불교 전통 전반에 걸쳐 흔하다.

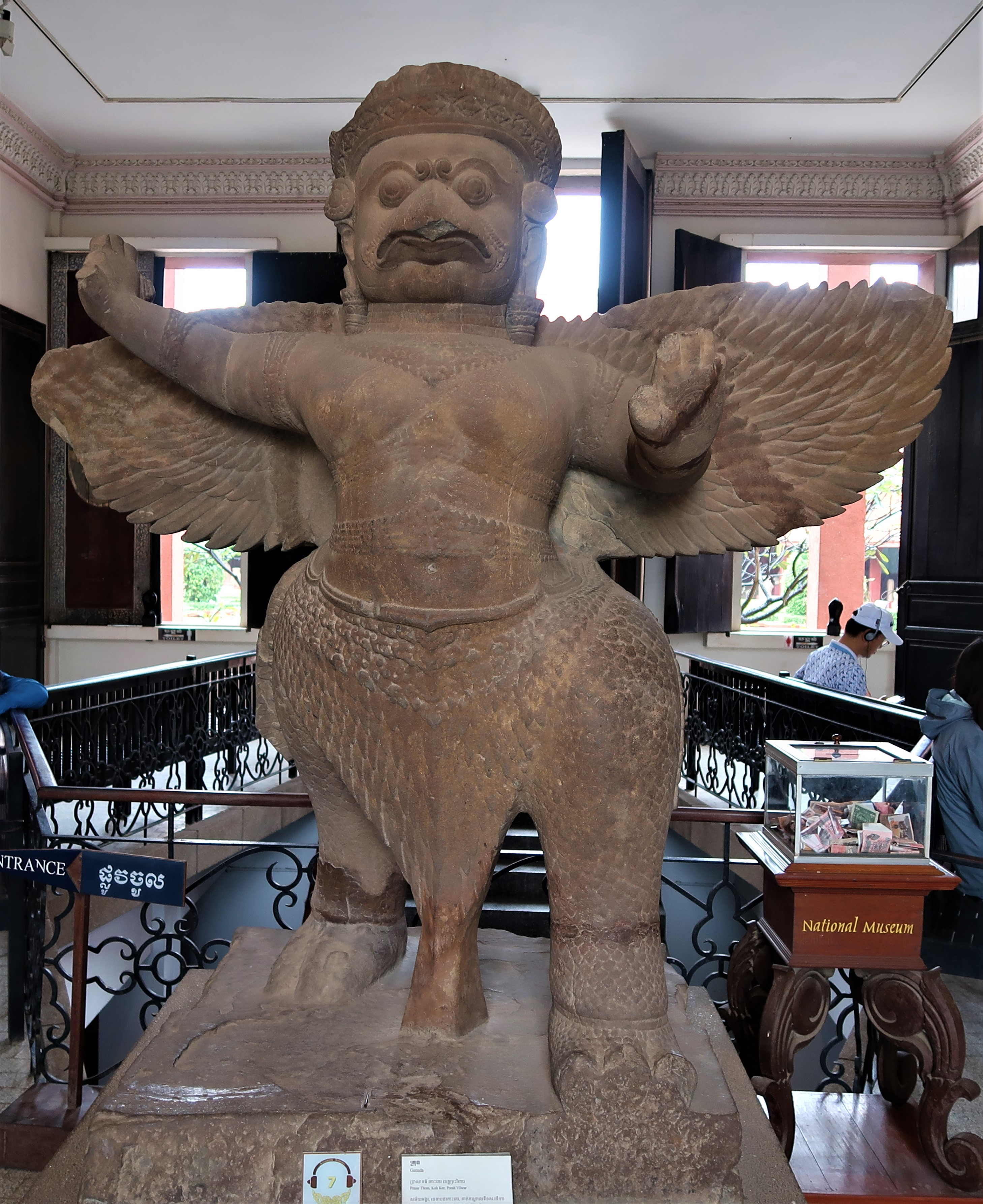
코 케르 양식의 가루다 (គ្រុឌ, Krŭd). 사암으로 만들어진 이 조각상은 10세기 전반기 (앙코르 시대)의 것이다. 캄보디아 국립박물관에 전시되어 있다.

불교 신화에서 가루다(산스크리트어; 팔리어: garuḷā)는 날개 길이가 330 요자나에 달하는 거대한 맹금류이다. 그들은 지능과 사회 조직을 가진 존재로 묘사된다. 그들은 또한 때때로 수파르나(산스크리트어; 팔리어: supaṇṇa)라고도 불리는데, 이는 "날개가 잘 달린, 좋은 날개를 가진"이라는 뜻이다. 나가와 마찬가지로, 그들은 동물과 신성한 존재의 특징을 결합하며, 데바 중 가장 낮은 존재로 간주될 수 있다. 가루다는 왕과 도시를 가지고 있으며, 적어도 일부는 사람들과 거래하기를 원할 때 인간의 형태로 변할 수 있는 마법적인 힘을 가지고 있다. 때때로 가루다 왕들은 이 형태로 인간 여성들과 로맨스를 맺기도 했다. 그들의 거처는 심발리 또는 목면 나무 숲에 있다.
자타카 이야기는 그들을 나가디파 또는 세루마의 거주자로 묘사한다.
가루다는 지능적인 뱀 또는 용과 같은 존재의 종족인 나가의 적이며, 그들을 사냥한다. 가루다는 한때 나가들을 머리채를 잡아 잡았지만, 나가들은 큰 돌을 삼킴으로써 가루다가 운반하기에 너무 무거워져 가루다를 지치게 하고 탈진으로 죽일 수 있다는 것을 알게 되었다. 이 비밀은 수행자 카람비야에 의해 가루다 중 한 명에게 알려졌는데, 그는 뱀의 꼬리를 잡고 돌을 토하게 하는 방법을 가르쳐주었다 (판다라 자타카, J.518).
가루다는 샤크라에 의해 수미산과 도리천을 아수라의 공격으로부터 지키도록 임명된 존재들 중 하나였다.

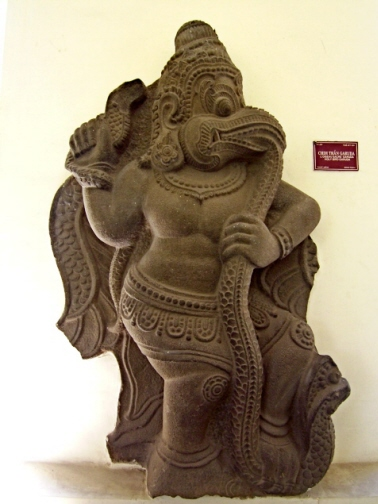
13세기 참파 조각상, 나가 뱀을 삼키는 가루다를 묘사한다.

마하-사마야 경 (디가 니까야 20)에서 고타마 붓다는 나가와 가루다 사이에 임시적인 평화를 만드는 모습이 나타난다.
청나라 소설 악비전 (1684)에서 가루다는 부처님의 법좌 머리에 앉아 있다. 그러나 부처님이 묘법연화경을 설법하는 동안 천상의 박쥐 (물병자리의 화신)가 방귀를 뀌자, 가루다는 그녀를 죽이고 천국에서 추방된다. 그는 나중에 송나라 장군 악비로 다시 태어난다. 박쥐는 한간 재상 진회의 아내인 왕부인으로 다시 태어나, 악비의 결국 정치적 처형을 초래하는 "동창" 음모를 꾸미는 데 중요한 역할을 한다. 악비전은 천상의 새인 악비가 그의 군사 경력 내내 사용하는 마법 뱀으로 변하는 마법 뱀을 물리칠 때 가루다와 나가 사이의 전설적인 적대감을 이용한다. 문학 평론가 C. T. Hsia는 책의 저자인 첸차이가 악비와 가루다를 연결시킨 이유가 그들의 중국 이름에서 동음이의가 있기 때문이라고 설명한다. 악비의 자는 펑쥐 (鵬舉)이다. 펑(鵬)은 중동의 로크에 비유되는 거대한 신화 속 새이다. 가루다의 중국어 이름은 대붕금시명왕 (大鵬金翅明王)이다.

## 자이나교
가루다는 자이나교 도상학과 신화에서 샨티나타의 야크샤 또는 수호자이다. 자이나교 도상학에서는 가루다가 날개와 실타래 고리를 가진 인간 형상으로 나타난다.

## 문화적, 국가적 상징으로서

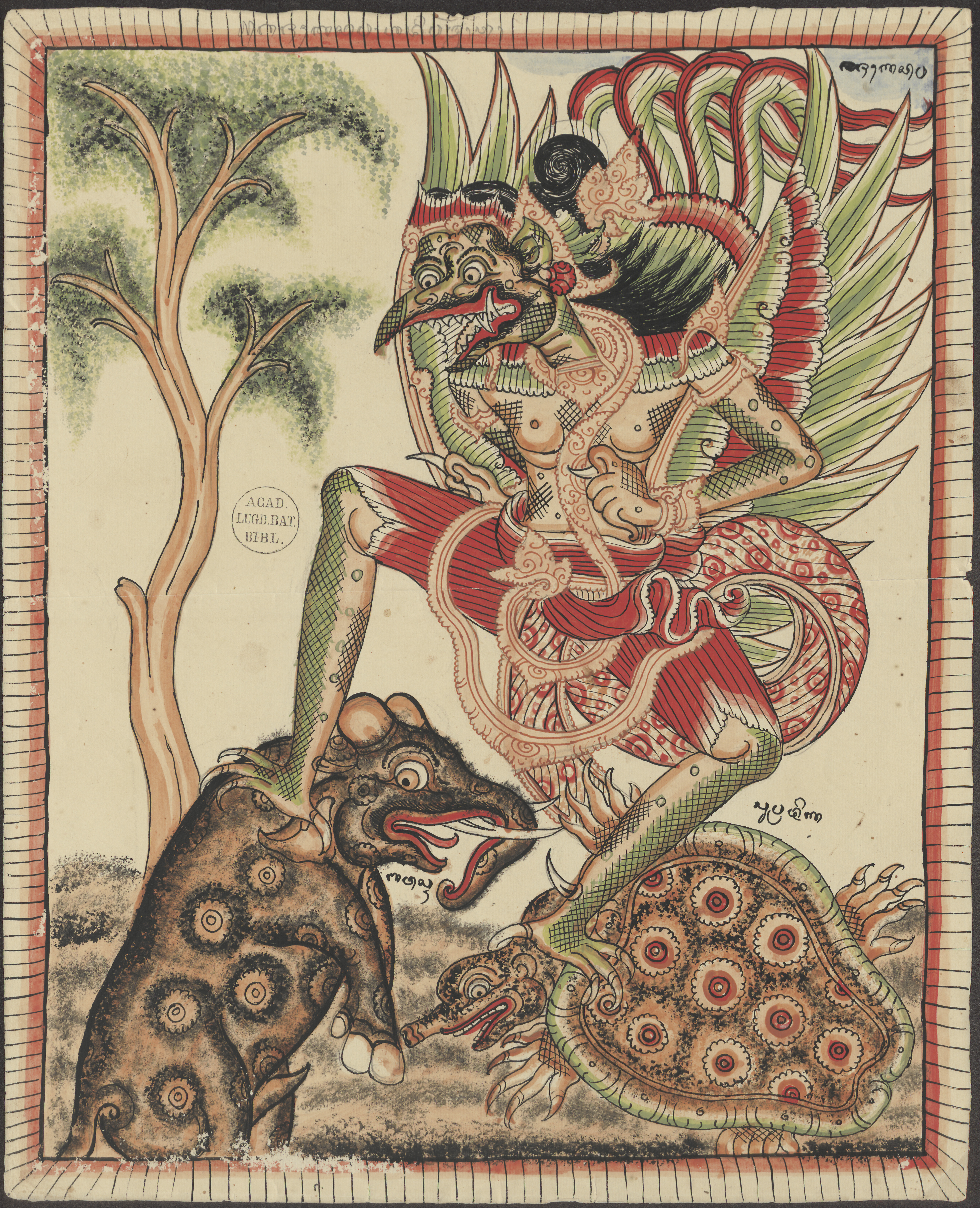
19세기 발리 예술가 이다 마데 틀라가(Ida Made Tlaga)에 따른 가루다.

인도와 나머지 동남아시아에서 독수리 상징은 가루다로 표현되는데, 가루다는 힌두교와 불교 서사시 모두에서 신 비슈누의 바하나 (탈것)로 나타나는 독수리 같은 특징을 가진 큰 새이다. 가루다는 태국의 국장과 인도네시아의 국장이 되었는데; 태국의 가루다는 좀 더 전통적인 인간형 양식으로 표현된 반면, 인도네시아의 가루다는 실제 자바뿔매와 유사한 특징을 가진 문장 양식으로 표현되었다.

### 캄보디아

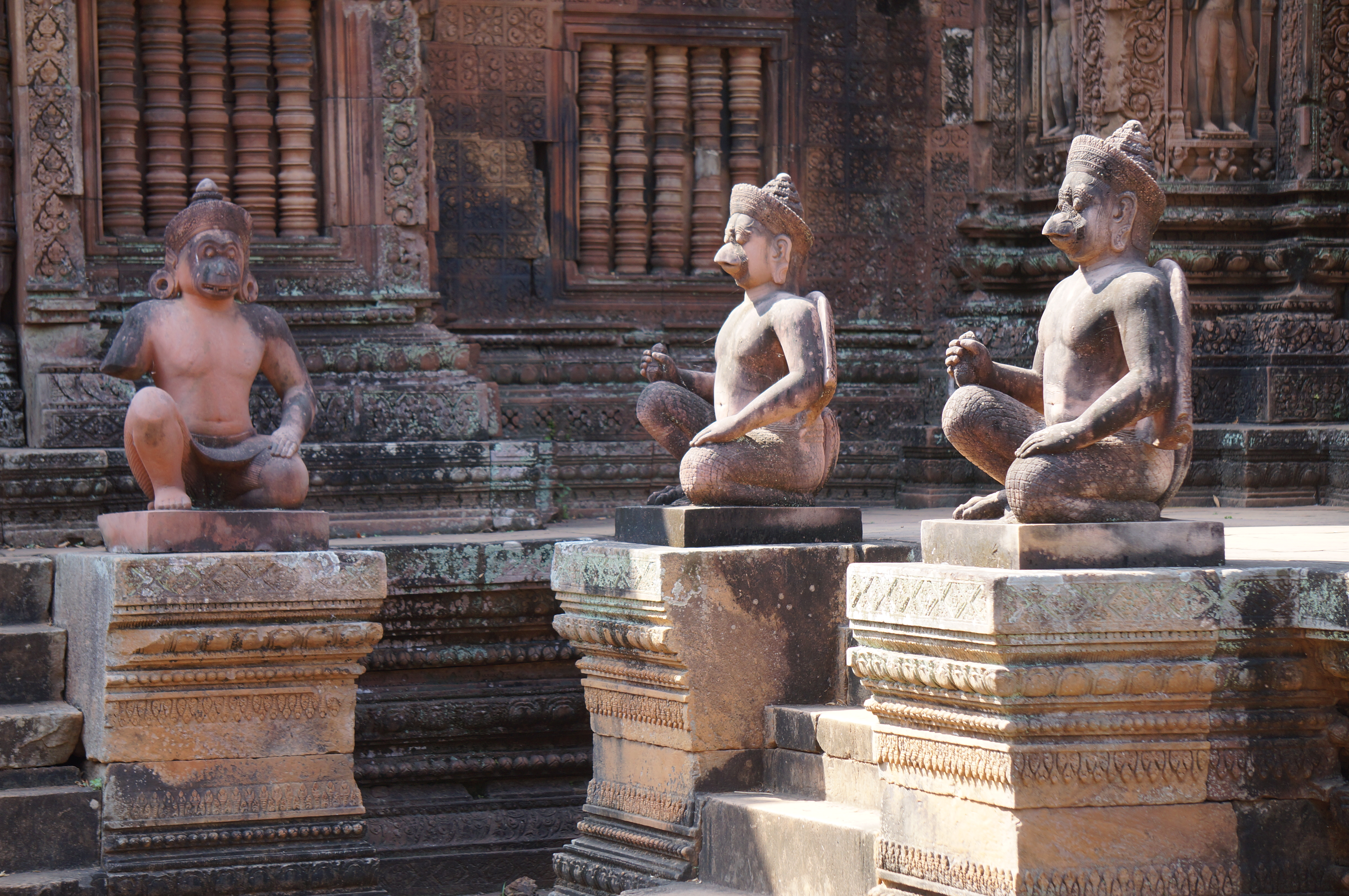
가루다 수호상 (오른쪽 두 개), 반테아이 스레이 사원, 캄보디아.

가루다 (크메르어: គ្រុឌ – "크루드")라는 단어는 문자적으로 산스크리트어에서 유래했다.
- 캄보디아에서 크메르 건축가들은 고대부터, 특히 크메르 제국 시대부터 오늘날까지 사원, 비하라의 왓과 많은 상류층 가옥을 장식하는 정교한 장식으로 가루다 조각상을 사용했다.
- 가루다는 또한 비슈누의 탈것이자 주요 라이벌인 나가와 관련된 많은 전설적인 이야기에서도 언급된다.

### 중국
- 중국에서 가루다 (중국어: 迦楼羅 지아루오루오)는 팔부천룡 중 하나로 여겨진다. 가루다의 또 다른 중국어 이름은 대붕금시명왕(大鵬金翅明王)이다.
- 일부 중원 사원에서는 가루다가 관세음보살의 화신으로도 여겨진다.

### 인도

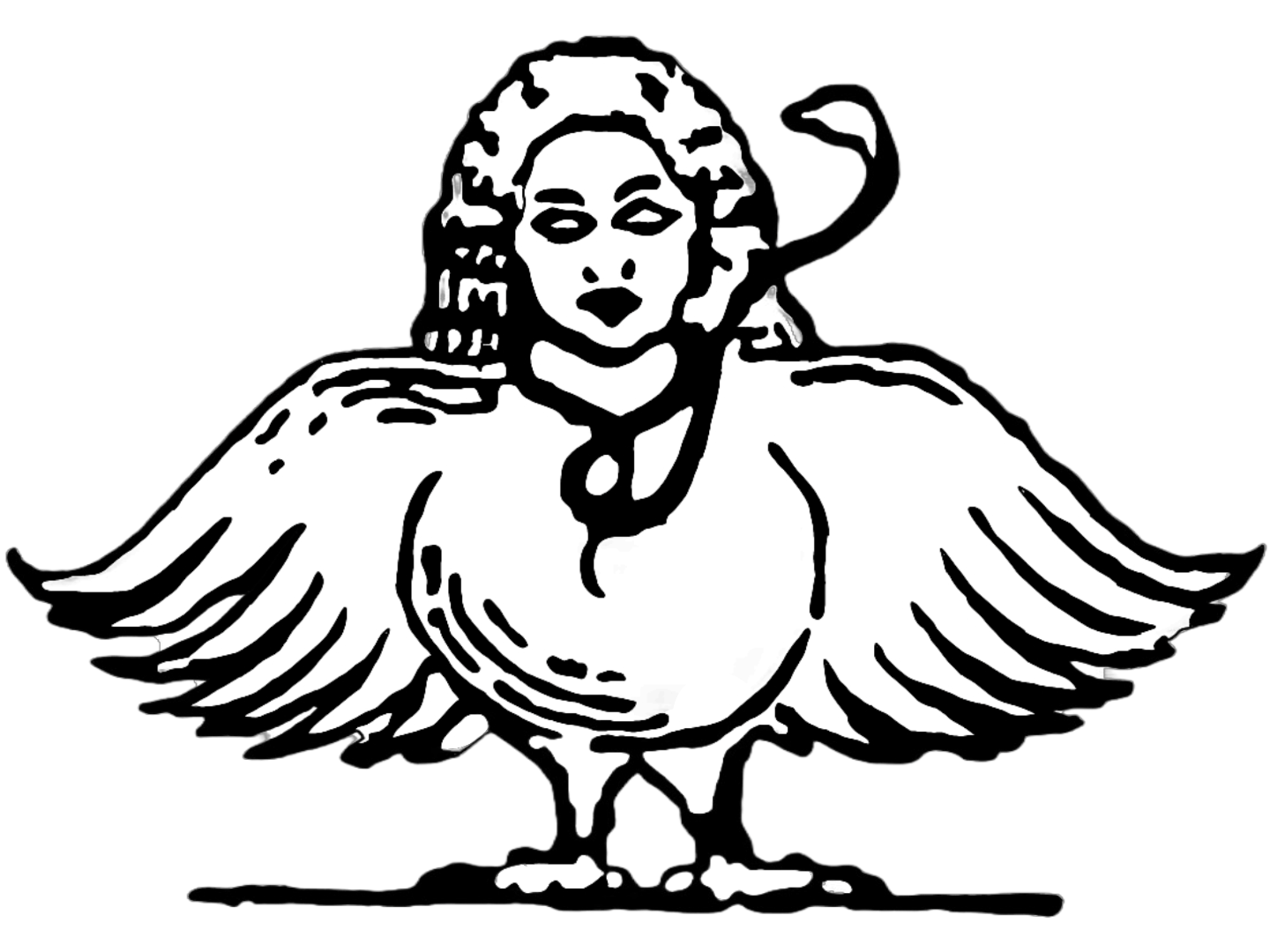

인도는 주로 가루다를 군사적 모티프로 사용한다:
- 굽타 제국의 황실 휘장 (가루다드바자).
- 가루드 특공대는 인도 공군의 특수부대로, 적진 깊숙한 곳에서의 작전을 전문으로 한다.[37]
- 인도 육군의 근위여단은 가루다를 그들의 상징으로 사용한다.
- 인도 공인회계사 협회 (ICAI)는 가루다를 로고로 사용한다.[38]
- 중세 호이살라 왕조의 정예 경호원들은 가루다라고 불렸다.
- 케랄라주와 안드라프라데시주의 주립 도로 교통 공사는 냉방 시외버스에 가루다라는 이름을 사용한다.
- 가루다 바위, 안드라프라데시주 티루말라의 바위 절벽
- 13세기 아라갈루르 족장 마가데산의 휘장에는 리샤바 신성한 황소와 가루다가 포함되어 있었다.
- 인도 힌디어 TV 드라마 다람 요다 가루드, 가루다의 삶을 바탕으로 한다.[39]

미술 형태로서
- 가루단 투캄, 주로 케랄라 중부 지역에서 발견되는 사원 춤으로, 춤꾼들이 가루다로 분장하고 칼리 여신을 찬양하며 춤을 춘다.

### 인도네시아

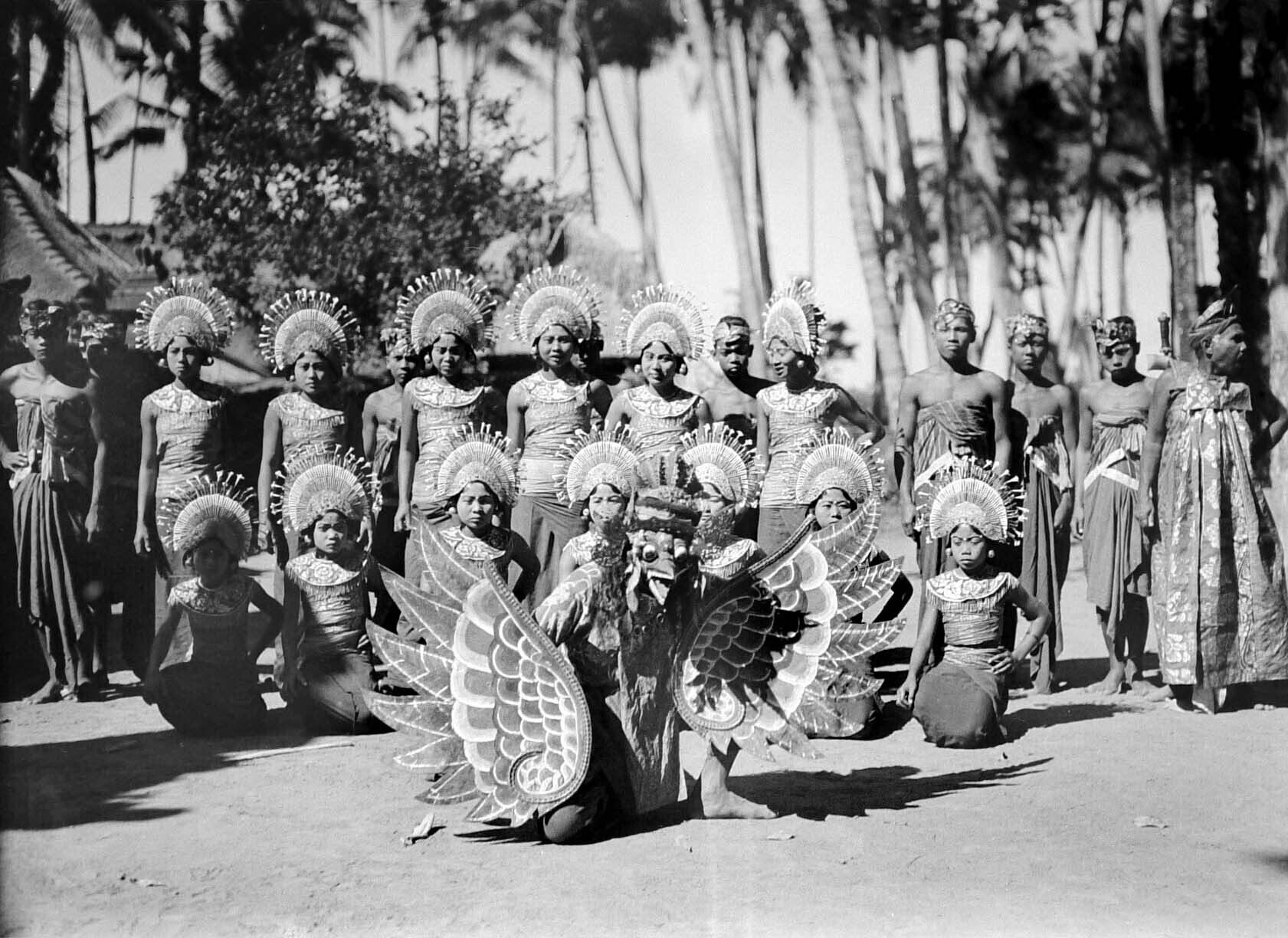
가루다로 분장한 남자 포함 발리 춤꾼들 (1935).

가루다를 사용하는 인도네시아의 국장.

인도네시아는 가루다 판차실라라는 형태로 가루다를 국가 상징으로 사용한다. 가루다 판차실라는 검은색 또는 금빛으로 칠해져 있으며, 국가의 위대함과 자바뿔매 (Nisaetus bartelsi)를 모두 상징한다. 검은색은 자연을 나타낸다. 각 날개에는 17개의 깃털, 아래 꼬리에는 8개, 위 꼬리에는 19개, 목에는 45개의 깃털이 있으며, 이들은 모두 인도네시아가 독립을 선언한 1945년 8월 17일을 구성한다. 방패에는 좌우명 판차실라가 새겨져 있으며, 이는 투쟁에서의 자위와 보호를 상징한다.
- 가루다 인도네시아 항공 - 인도네시아의 국영 항공사
- 가루다 분견대 - 인도네시아군의 유엔 평화유지군
- 아일을랑가 대학교는 인도네시아에서 가장 오래되고 선도적인 대학 중 하나로, 가루다를 상징으로 사용한다. 파란색과 노란색 원 안에 가루다가 있는 이 상징은 "가루다무카"라고 불리며, 가루다가 영원한 지식을 상징하는 영원불멸의 물인 암리타 한 병을 들고 지식을 전달하는 존재로 묘사된다.
- 발리주와 자와섬에서 가루다는 문화적 상징이 되었다. 가루다 목각상과 가면은 예술 작품과 기념품에서 인기 있는 요소이다.
  - 구리와 황동으로 만들어진 가장 높은 가루다 동상으로, 높이가 75 미터 (받침대 포함 122 미터)이며, 발리주 가루다 위스누 켄카나 단지에 위치해 있다.[40]
- 가루다를 닮은 양식화된 붓글씨는 2011년 동남아시아 경기 대회 (팔렘방과 자카르타, 인도네시아)의 로고에 나타난다.
- 가루다 판차실라의 형태를 취한 양식화된 곡선은 원더풀 인도네시아 관광 캠페인의 로고에 나타난다.

### 일본

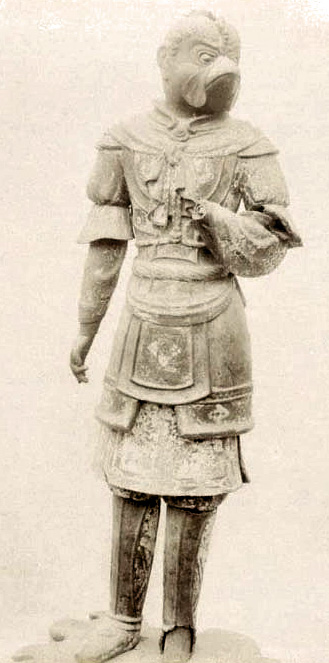
고후쿠지 사원의 가루다 또는 가루라 날개 없는 조각상, 나라, 일본, 8세기.

- 가루라(迦楼羅)는 일본 힌두-불교 서사시에 나오는 인간의 몸통과 새 같은 머리를 가진 신성한 생물이다.[41]

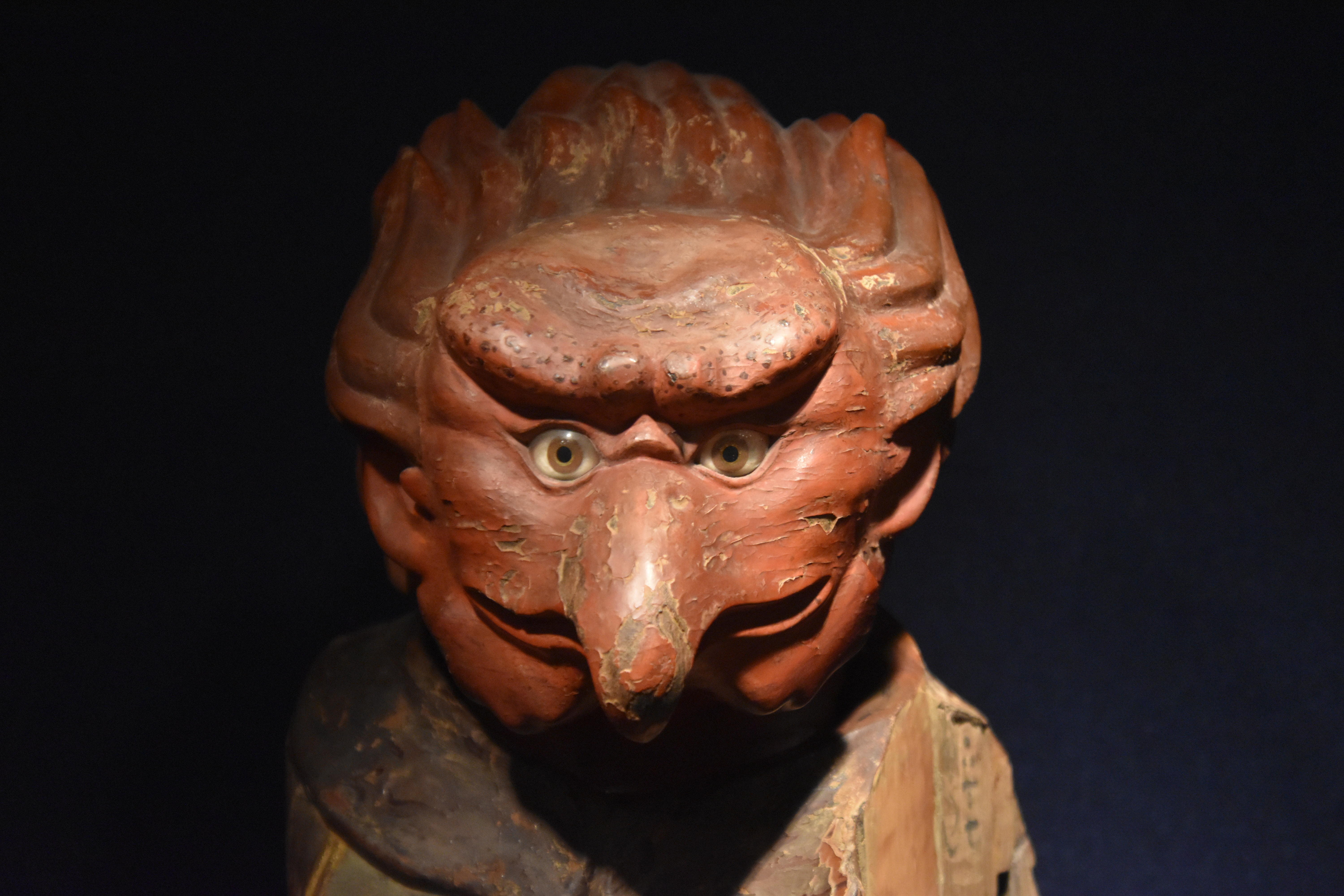
15세기 관음보살의 화신으로서의 가루라 (가루다).

- 15세기 관음보살의 화신으로서의 가루라 (가루다). 이름은 가루다 (산스크리트어: Garuḍa गरुड; 팔리어: Garuḷa)의 음역이며, 힌두교에 나오는 거대한 새 종족에 기반을 둔 일본 불교 버전이다. 같은 생물은 콘지초 (金翅鳥, 문자적으로 "황금 날개 새", 산스크리트어: suparṇa)라는 이름으로 불릴 수도 있다.

### 말레이시아
말레이 반도 북부의 클란탄주에서는 게로다 (말레이어: ݢرودا‎)가 와양 꿀릿 클란탄 이야기에서 자주 등장하며, 20세기 초 특별한 왕실 행렬을 위해 만들어진 부룽 페탈라 인데라 배-마차의 주된 모티프가 되었다.

### 몽골
- 가루다는 칸가리드(Khangarid)로 알려져 있으며, 몽골의 수도 울란바토르의 상징이다.[43] 몽골 대중의 믿음에 따르면, 칸가리드는 복드 칸 울 산맥의 산신령으로, 불교 신앙의 추종자가 되었다. 오늘날 그는 그 산맥의 수호자이자 용기와 정직의 상징으로 여겨진다.
- 칸가리드(Хангарьд)는 몽골 프리미어 리그의 축구팀으로, 가루다의 이름을 따서 명명되었다.
- 국가 가루다(Улсын Гарьд)는 몽골 민족 축제 나담 동안 씨름 토너먼트에서 데뷔한 준우승자에게 주어지는 칭호이다.

### 미얀마
- 힌두-불교 신앙의 영향을 받은 미얀마 서사시에서 가루다는 갈론으로 알려져 있으며, 나가의 숙적이다.[44]
- 가루다 상징은 요일을 기반으로 하는 버마 점성술에서 일요일을 상징한다.

### 네팔
- 가루다는 네팔의 힌두교와 불교 전통에서 발견된다.
- 네팔의 첫 번째 사운딩 로켓은 가루다로 명명되었다.
- 중앙은행인 네팔 중앙은행은 공식 로고에 가루다를 사용한다.
- 카트만두 계곡의 고대 궁궐들은 문에 가루다 조각상을 사용한다.

수호신 탈레주 바와니와 가루다가 있는 순 도카 황금문, 왕궁으로 이어지는 길, 더르바르 광장, 유네스코 세계유산, 박타푸르, 네팔.

### 필리핀
- 루손섬 신화에서 가루다 또는 갈루라 (팜팡가어로는 갈루라)는 마리아 시누쿠안의 날개 달린 조수이며, 거대한 독수리로 표현되고 폭풍을 불러오는 존재로 믿어진다.[46][47]
- 필리핀 남부의 마라나오족은 바다 밑에 사는 가루다라는 생물 종족을 믿는다. 이 존재들은 날개가 있고 큰 이빨과 여섯 명의 남자를 운반할 수 있는 거대한 발톱을 가지고 있다. 그들은 하늘을 날 때는 독수리처럼 보이지만, 소굴에 있을 때는 인간으로 변한다.[48]
- 팔라완주 타본 동굴에서 발견된 유물은 비슈누의 탈것인 새, 가루다의 이미지이다. 정교한 힌두교 금 이미지가 발견되었다.[49]

### 수리남
- 수리남에는 라디오 및 TV 방송국인 Radio en Televisie Garuda가 있으며, 주로 자와인 수리남인 인구를 대상으로 인도네시아, 특히 자와섬의 프로그램을 방송한다.[50]

### 태국

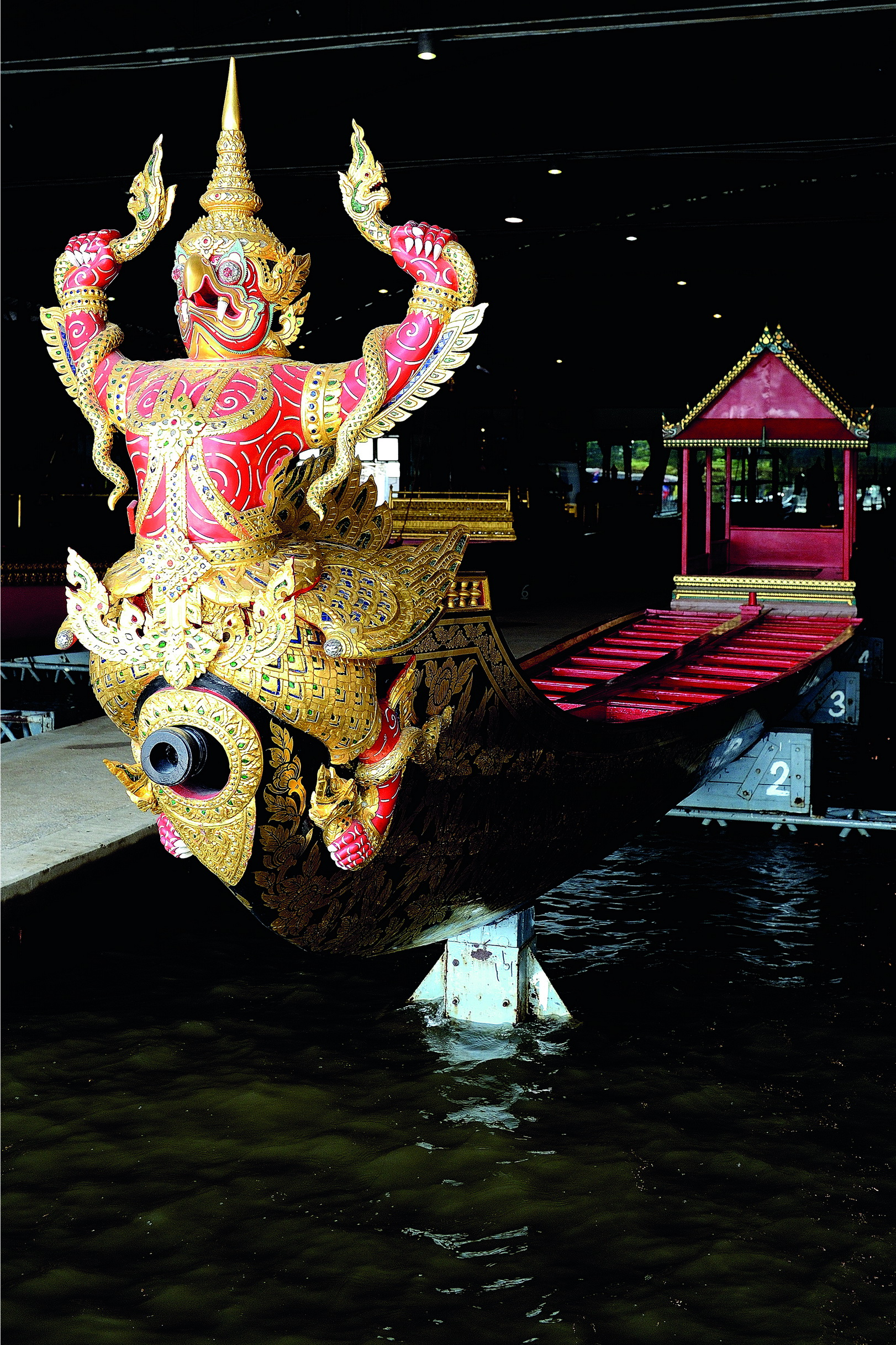
태국 왕실 바지선의 뱃머리 장식으로서의 가루다.

태국은 가루다 (태국어: ครุฑ, khrut)를 국가 상징으로 사용하며, 이는 프라 크루트 파(Phra Khrut Pha)로 알려져 있으며 "가루다, (비슈누의) 탈것"을 의미하고 왕실의 상징으로도 사용된다. 또한 그들의 통화인 바트의 지폐에도 장식되어 있다.
- 정부나 군주가 발행하는 거의 모든 공식 문서는 왕실 명령부터 토지 등기부, 법원 명령에 이르기까지 상단에 가루다를 새긴다. 아유타야 시대부터 시암 왕국은 동전에 가루다 이미지를 사용했다.[52]
- 가루다 조각상과 이미지는 태국의 많은 불교 사원을 장식한다. 또한 태국의 문화적 상징이 되었다.
- 가루다 형상은 태국 왕실 바지선의 선수상 또는 돛머리로도 설치된다.

### 미국

미국 해군의 전자 공격 비행대 134 (VAQ-134)는 가루다 휘장을 사용하며 그 이름을 따서 명명되었다.

## 갤러리
휘장

인도 근위여단의 휘장으로서의 가루다
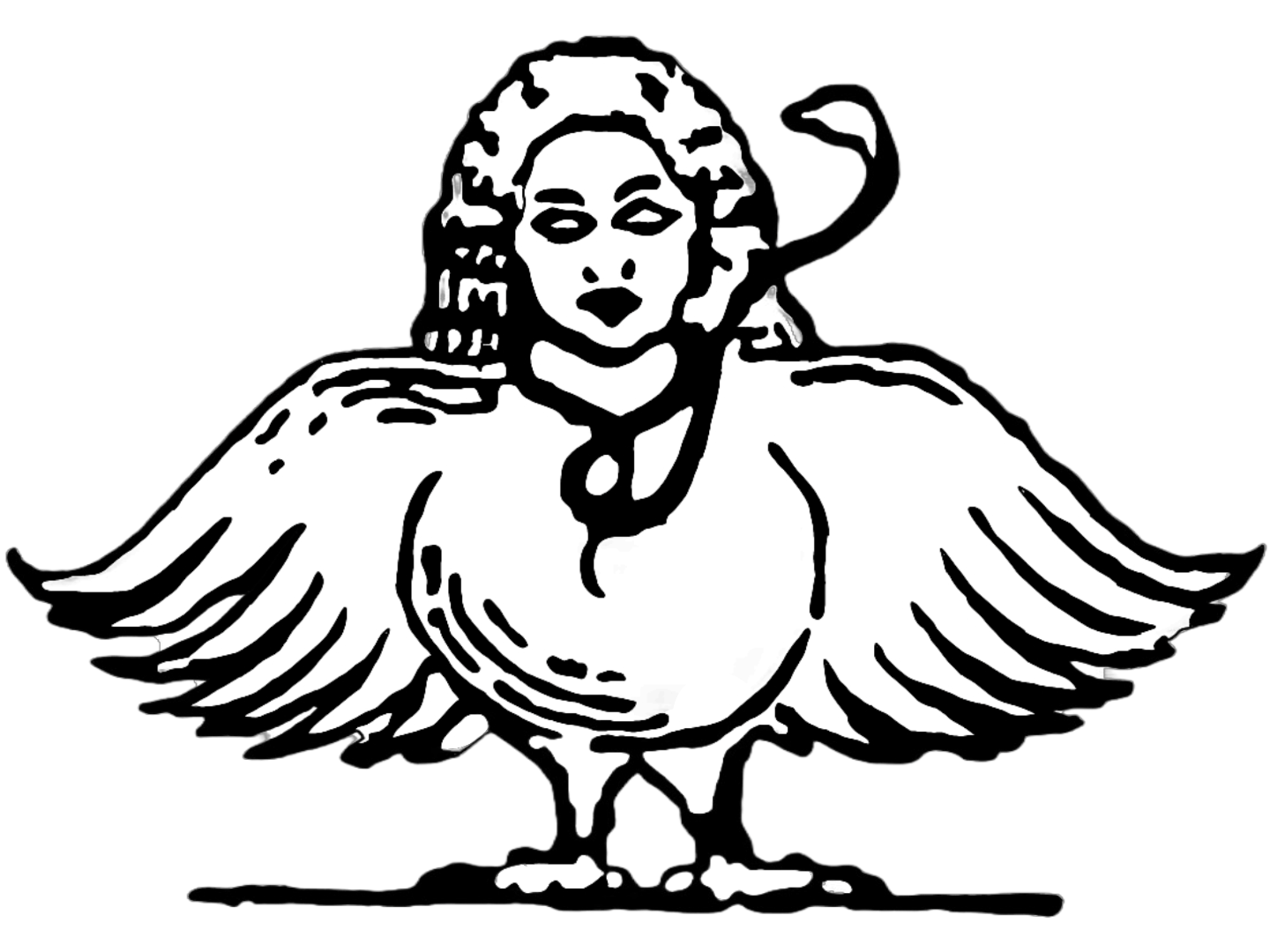
굽타 제국의 가루다 휘장.
인도네시아의 국가 상징으로서의 가루다
태국의 국가 상징으로서의 가루다
몽골 울란바토르의 상징으로서의 가루다 (칸가르디)
네팔 중앙은행의 인장

동전

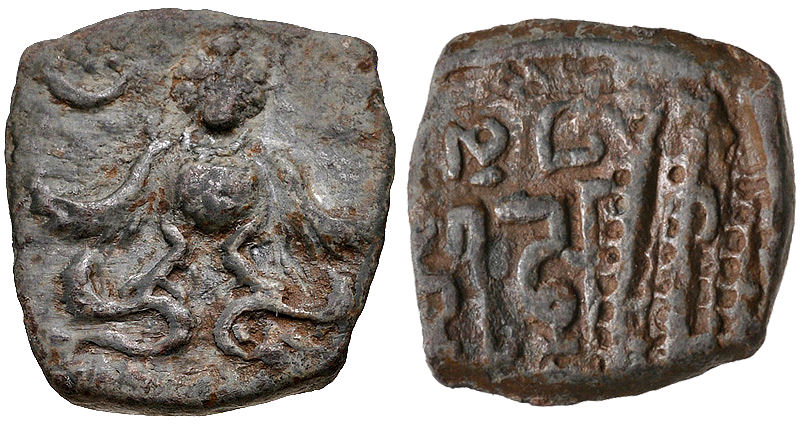
5세기 굽타 동전, 발톱에 뱀을 든 가루다
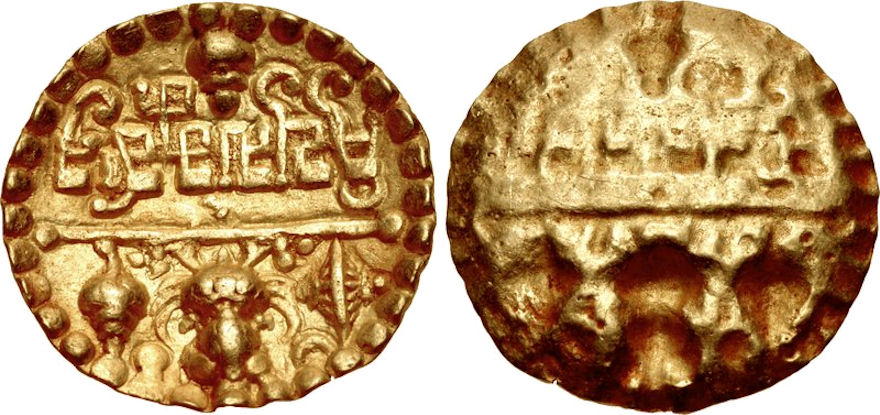
6세기 동전, 가루다와 비슈누의 차크라 및 소라가 옆면에 있다
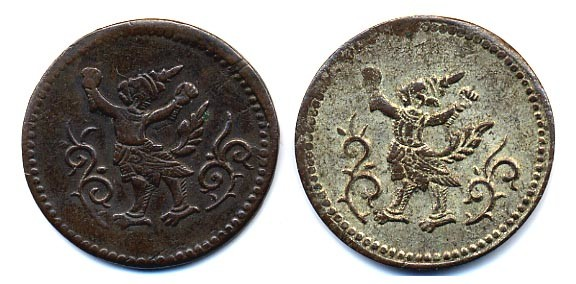
1853년 프랑스 보호령 시대의 캄보디아 동전
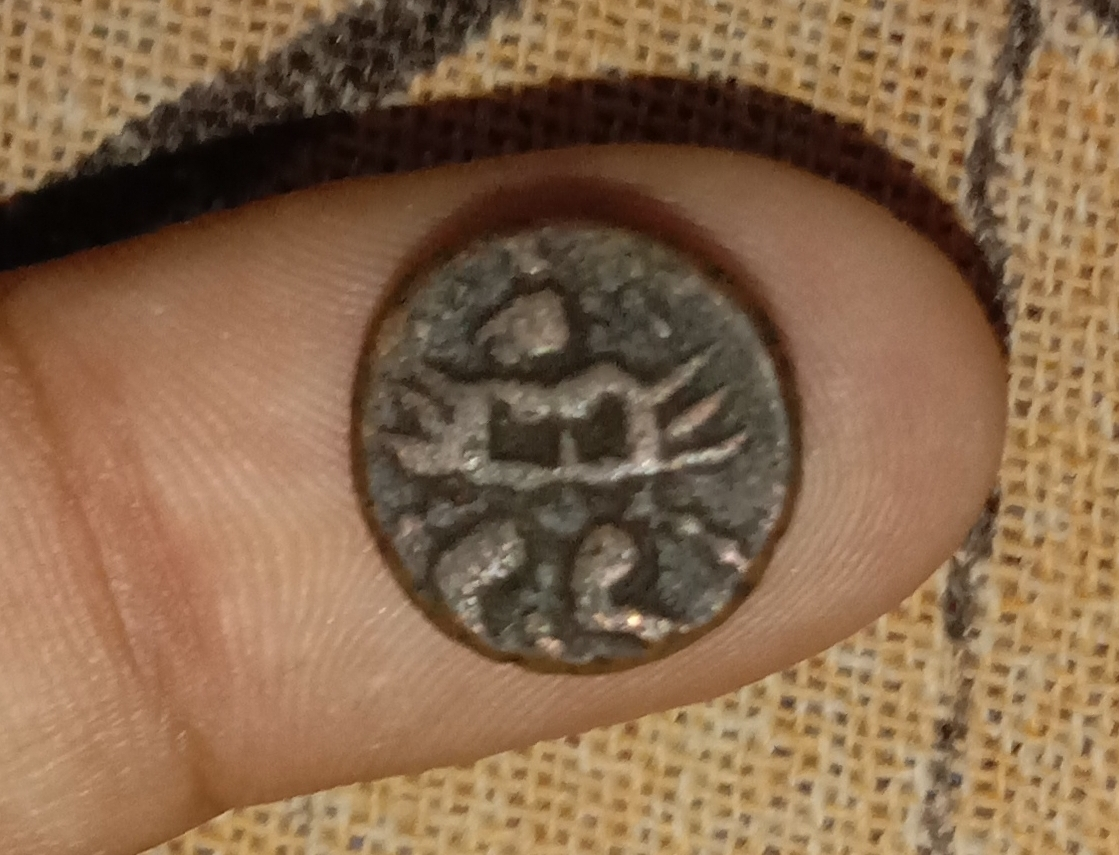
비자야나가르 제국의 구리 지탈 동전, 크리슈나 데바 라야 통치 시기에 주조되었으며, 앞면에 가루다 모티프가 있다

사원

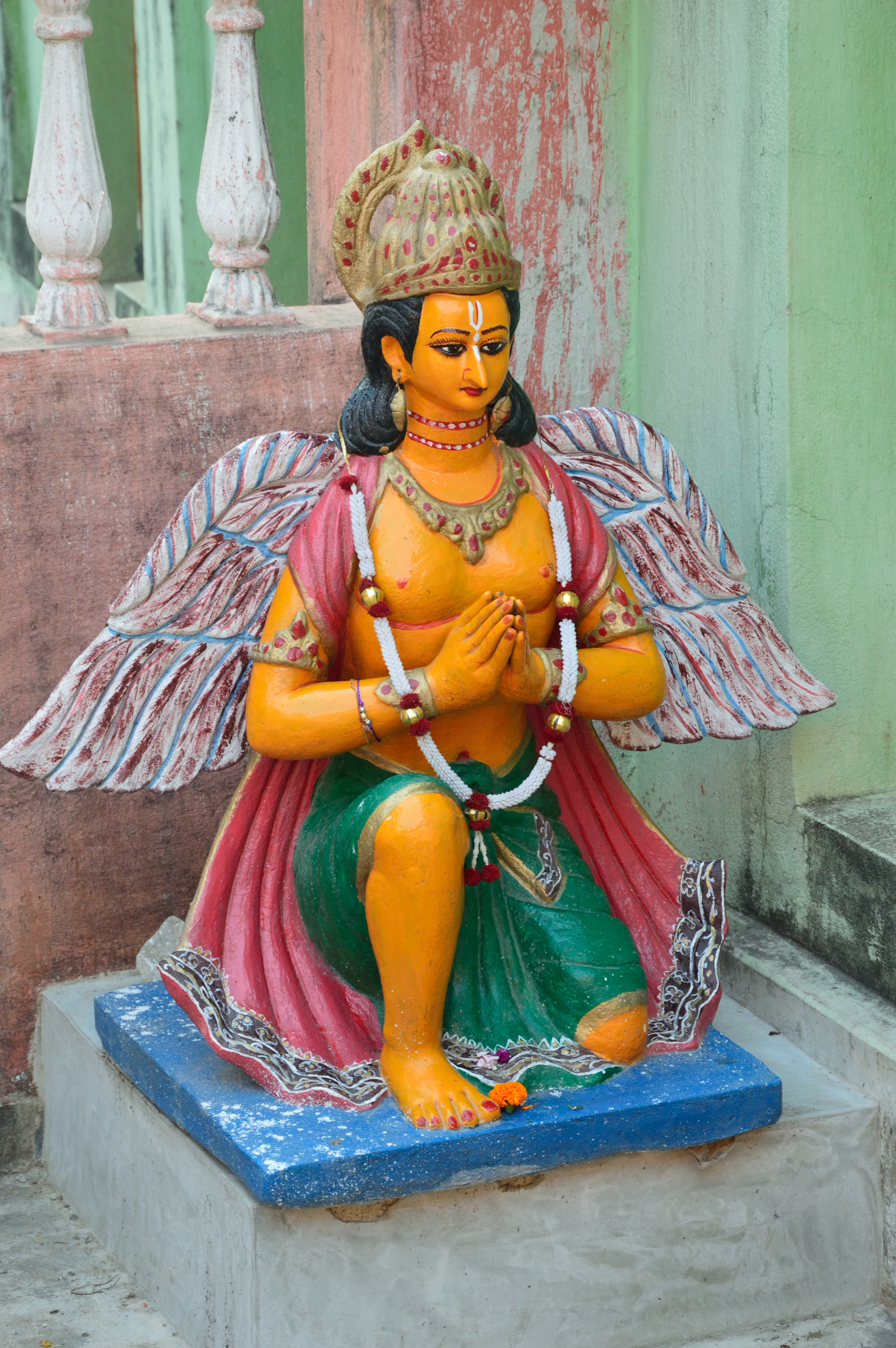
콜카타의 라다 크리슈나 사원 단지의 가루다 도상.
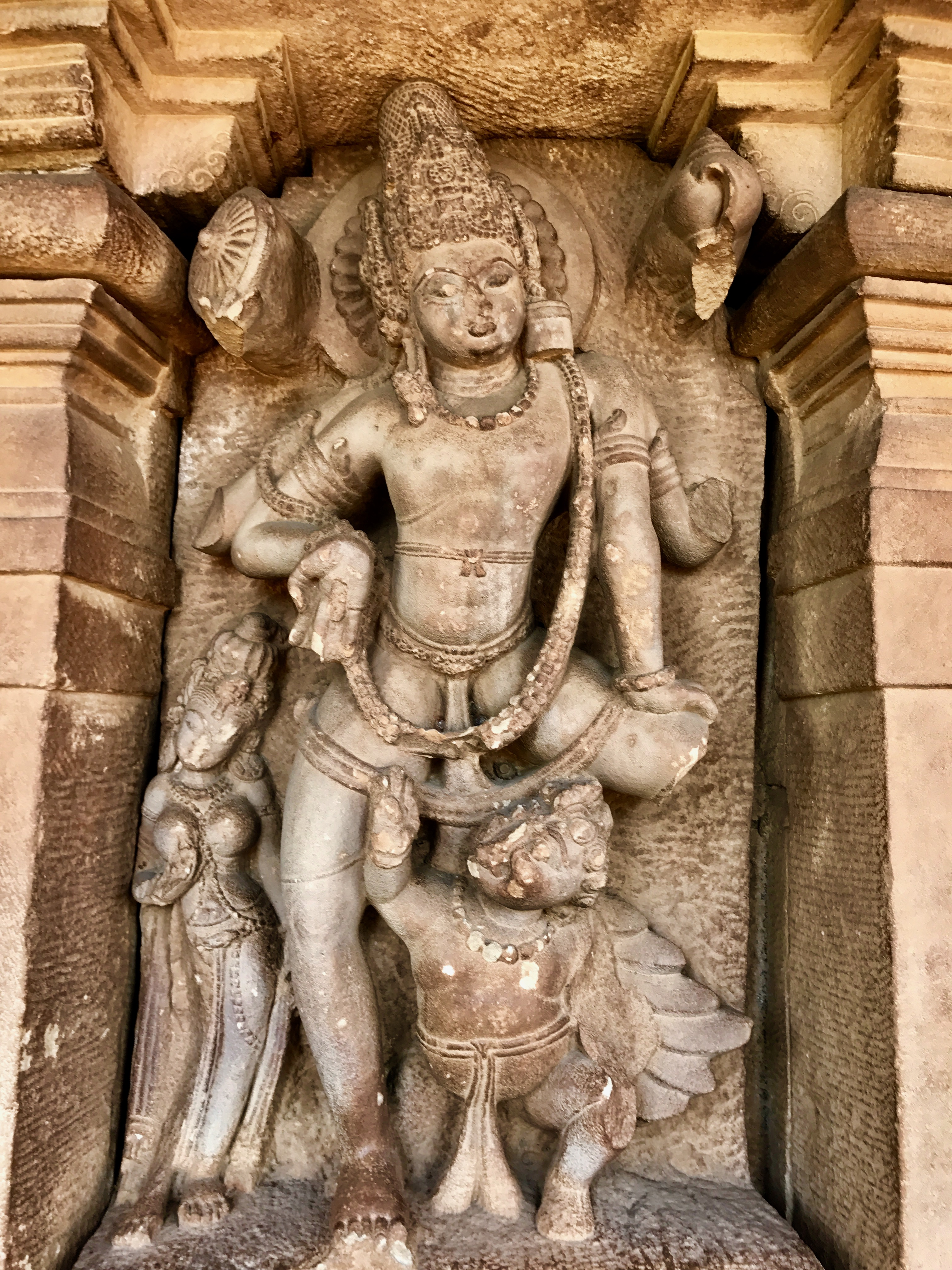
8세기 인도 카르나타카주 아이홀의 가루다를 탄 비슈누
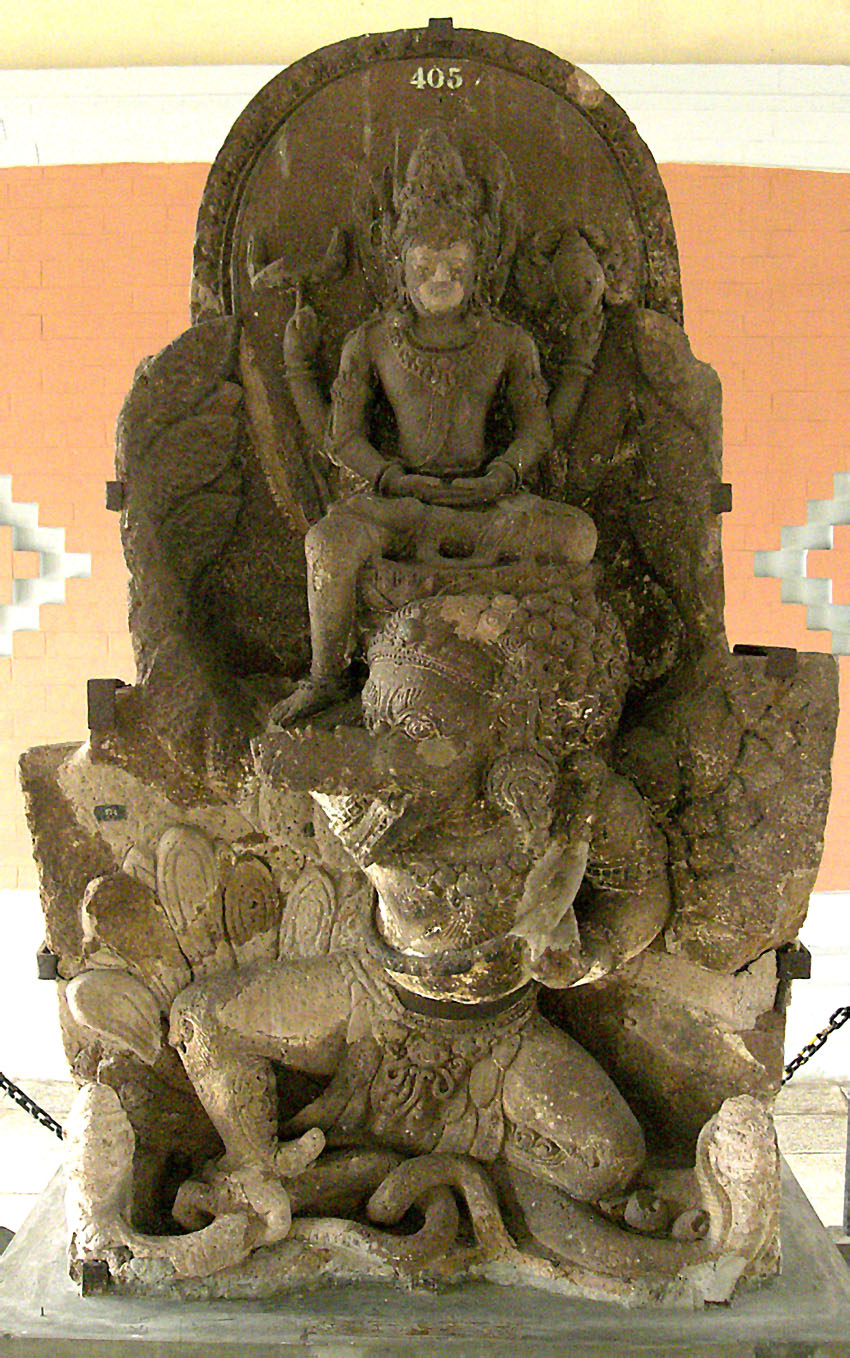
아일을랑가 왕이 가루다를 타고 있는 비슈누로 묘사됨, 11세기 동자와주, 인도네시아
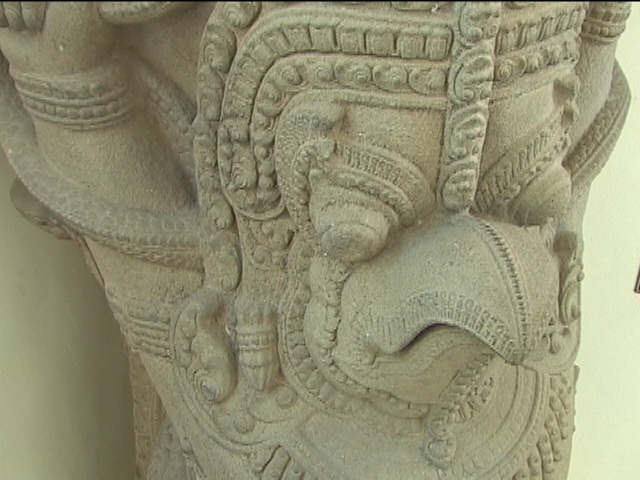
12세기 참파 조각, 베트남, 탑맘 양식으로 아틀라스 역할을 하는 가루다를 묘사한다
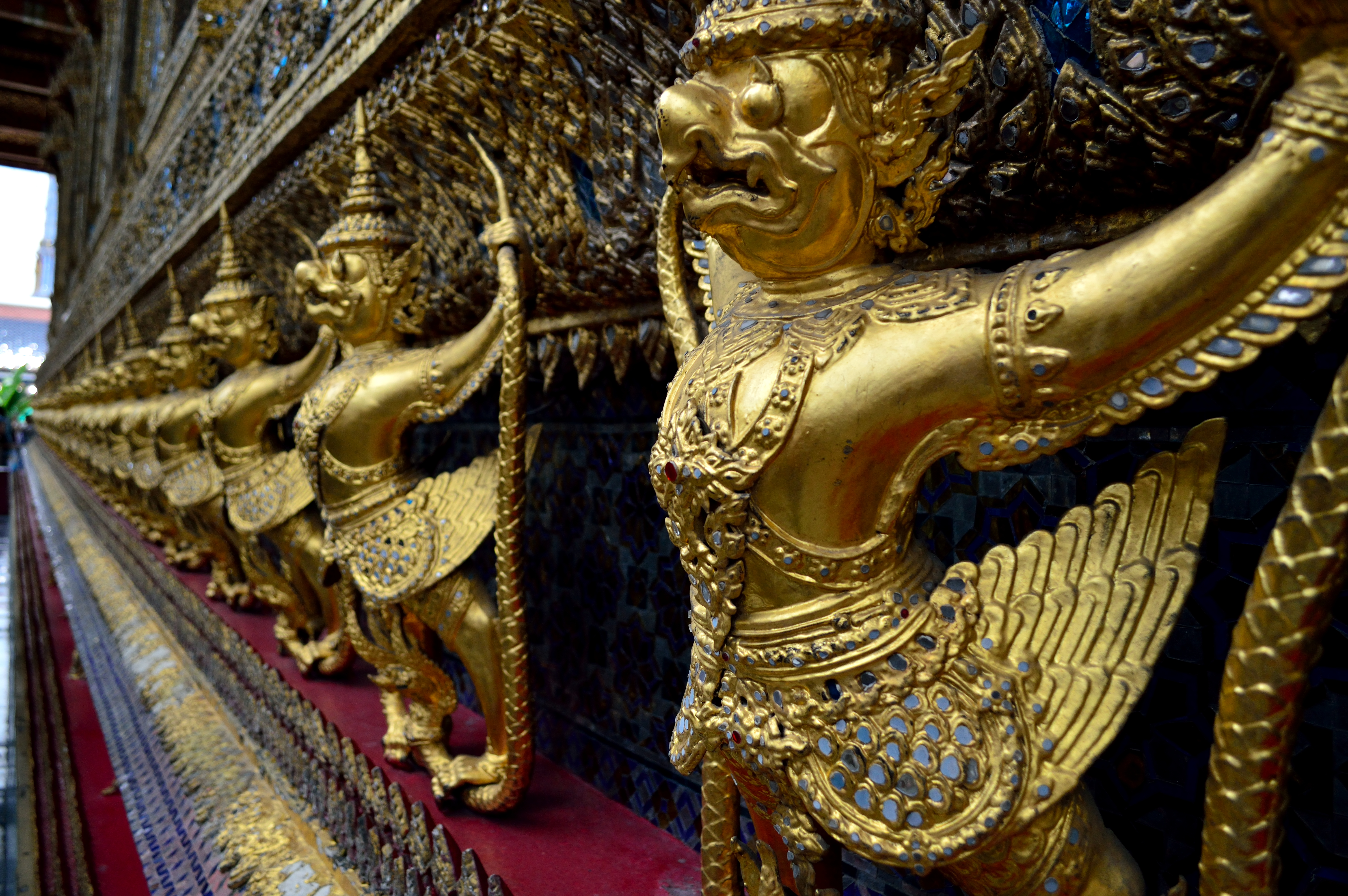
태국의 왓 프라 깨오 사원에서 나가 뱀과 싸우는 크루트 동상, 태국 불교 양식의 가루다.
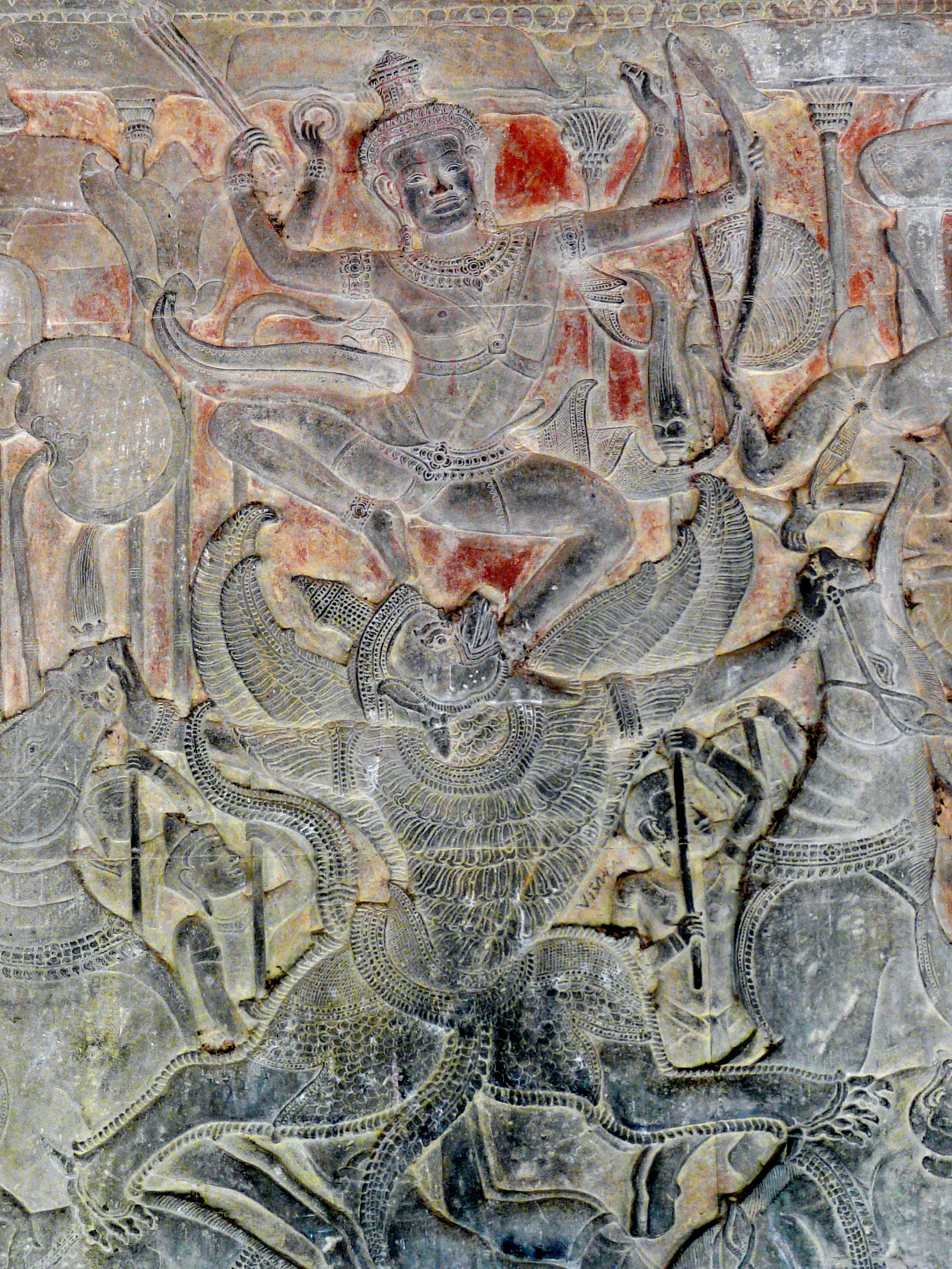
12세기 캄보디아 앙코르 와트의 부조에 가루다를 탄 비슈누가 전투하는 모습
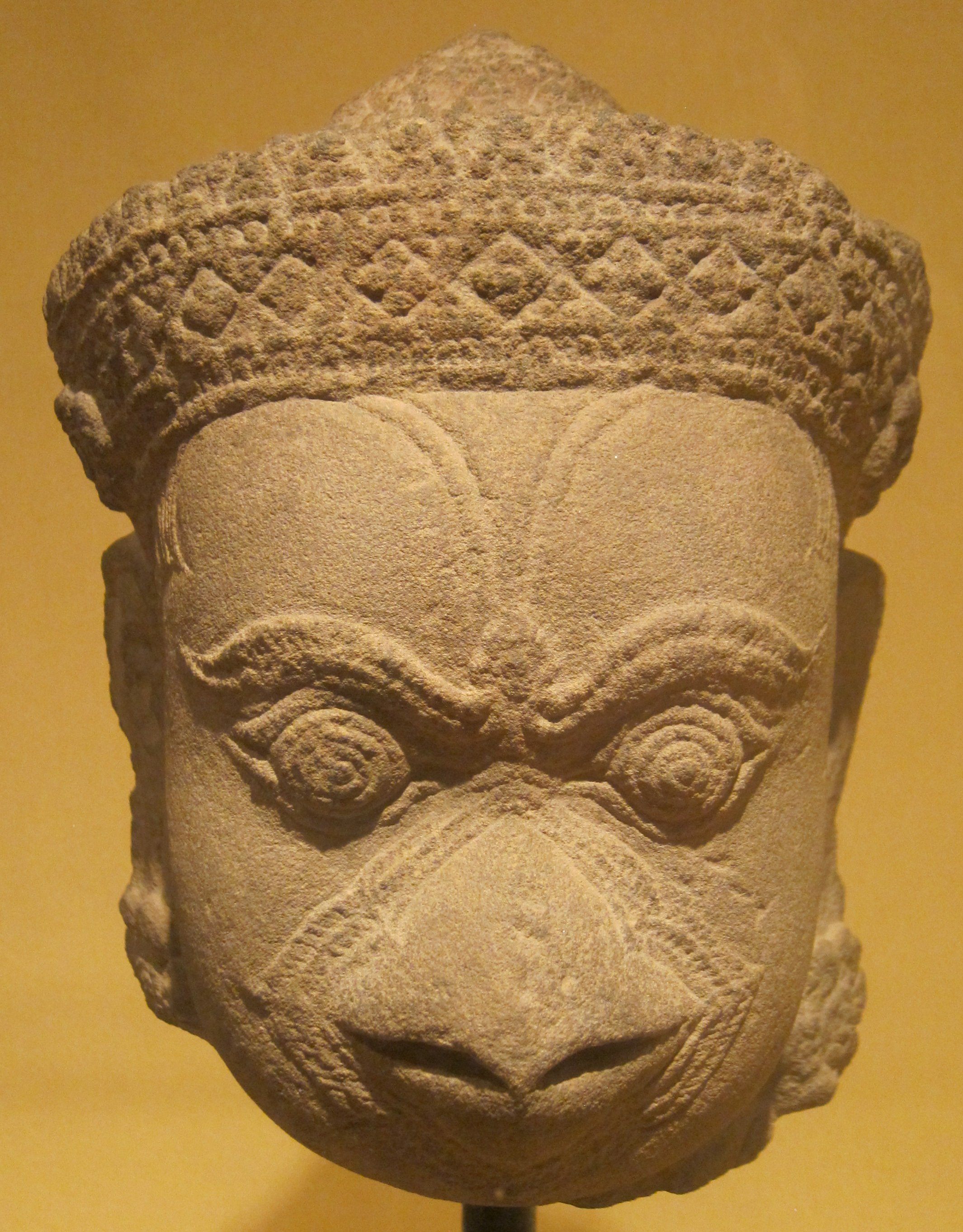
14세기 캄보디아 시대의 가루다 머리, 호놀룰루 미술관
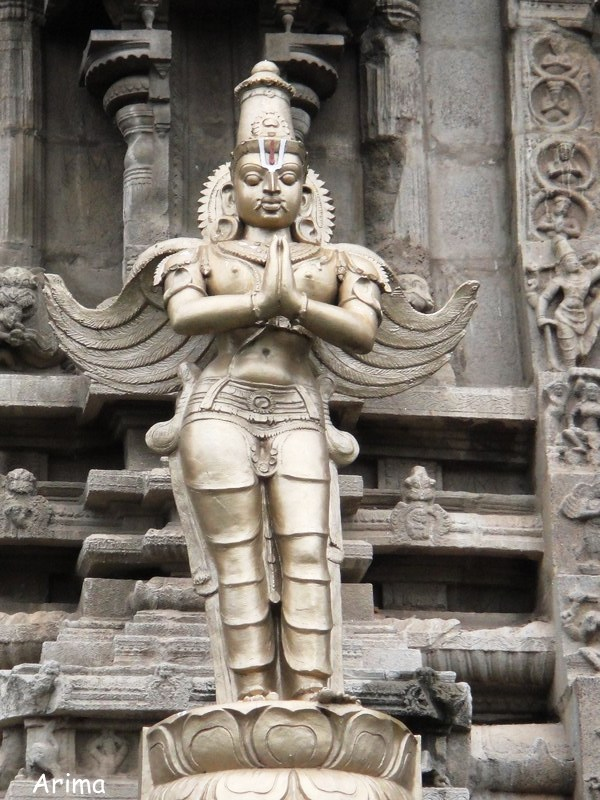
인도 타밀나두주 스리빌리푸투르 안달 사원의 가루다
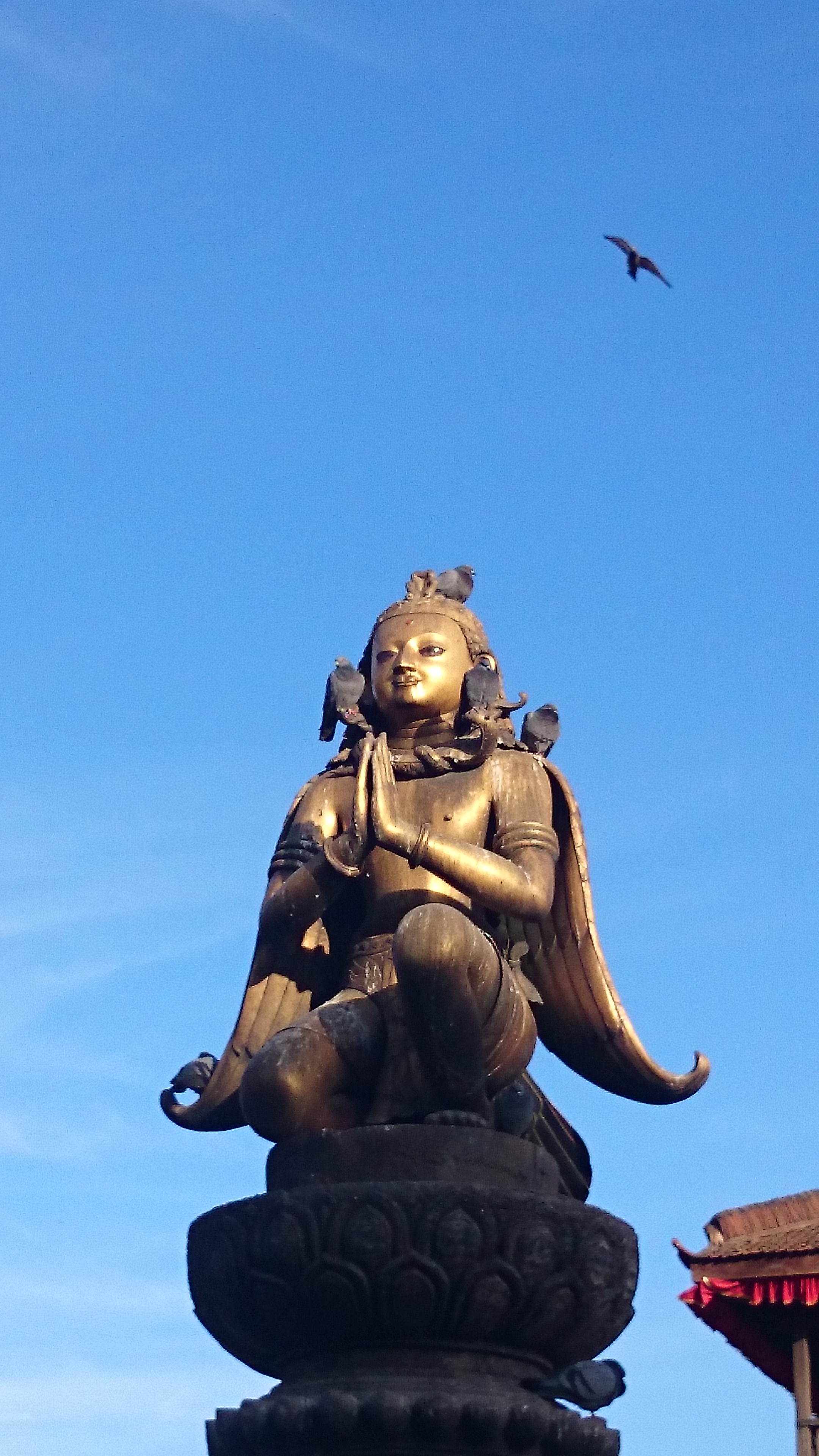
가루다 기둥, 네팔
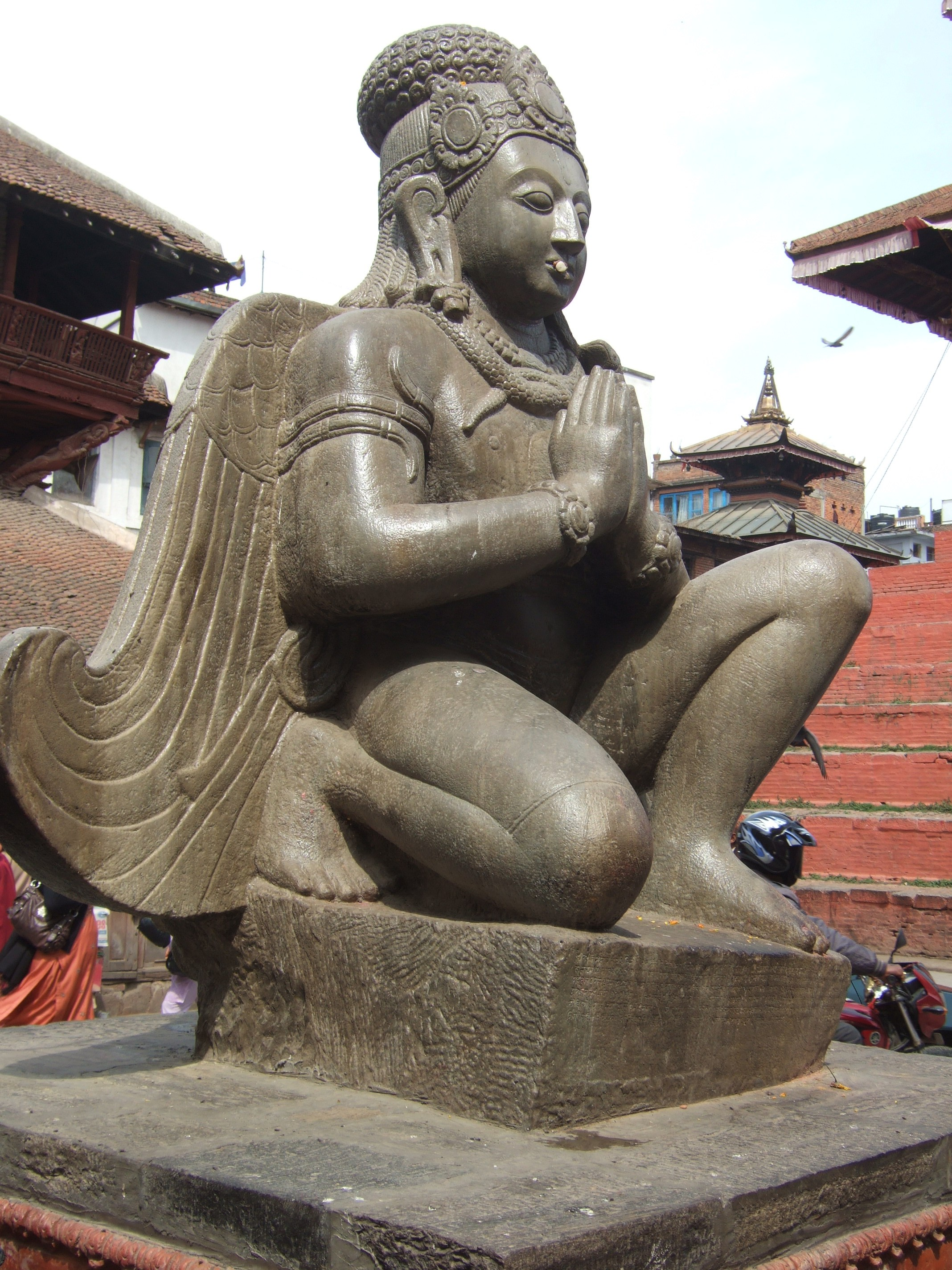
네팔 카트만두 더르바르 광장의 가루다.
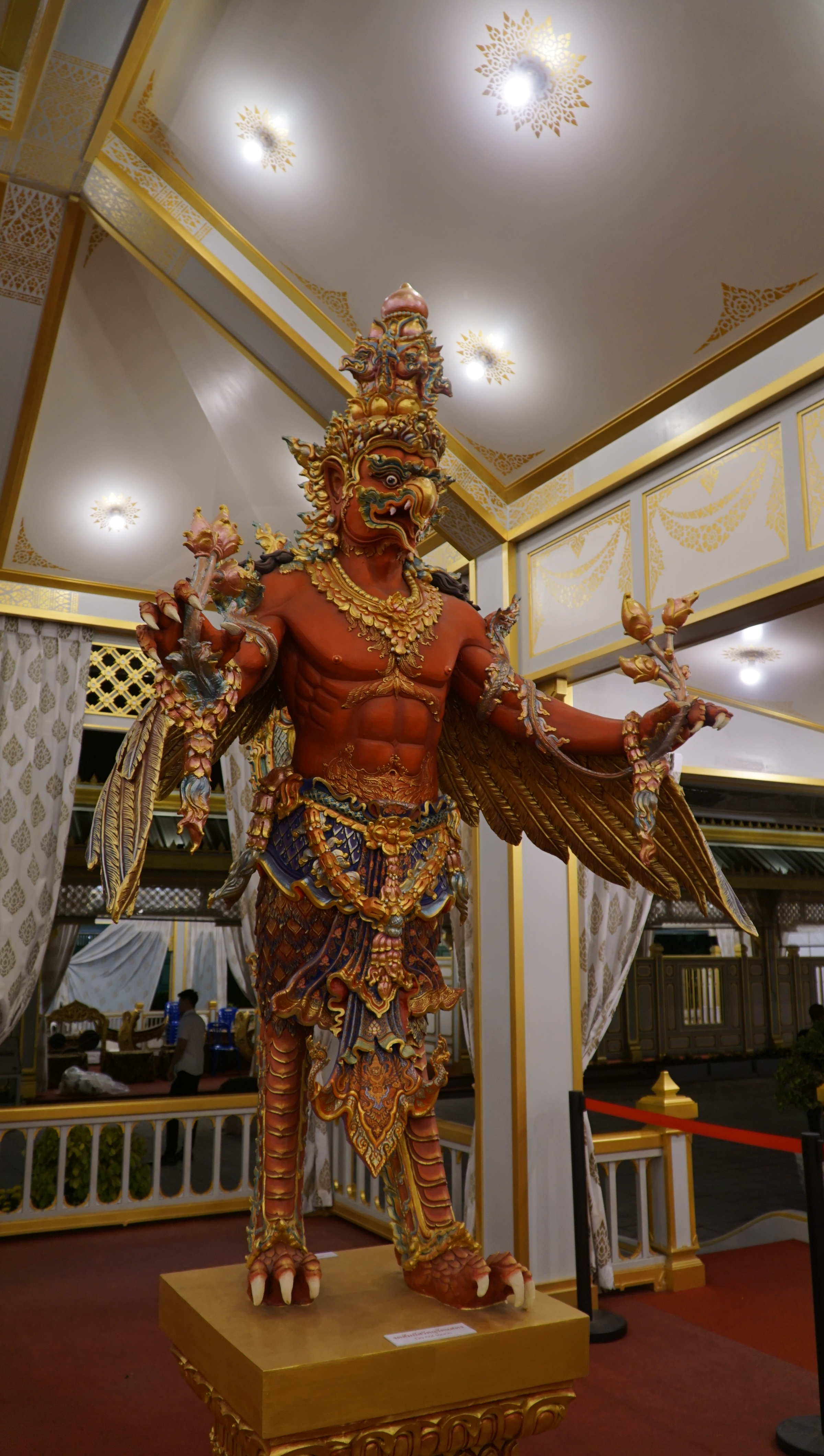
2017년 태국 푸미폰 아둔야뎃 국왕의 장례식에 참석한 가루다

미술 작품

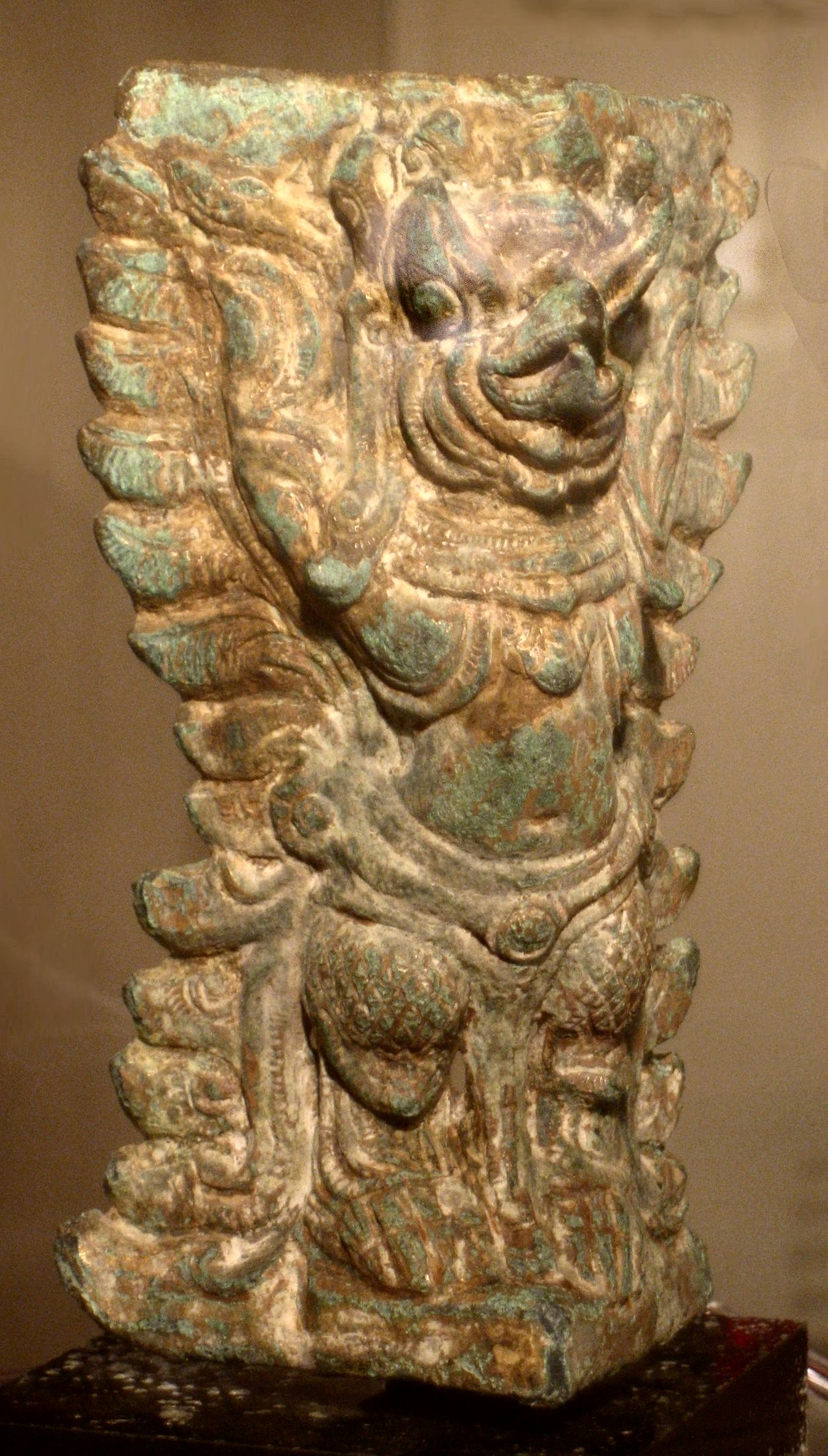
가루다상, 금도금 청동, 크메르 제국 캄보디아, 12~13세기, 존 영 박물관, 하와이 대학교 마노아 캠퍼스
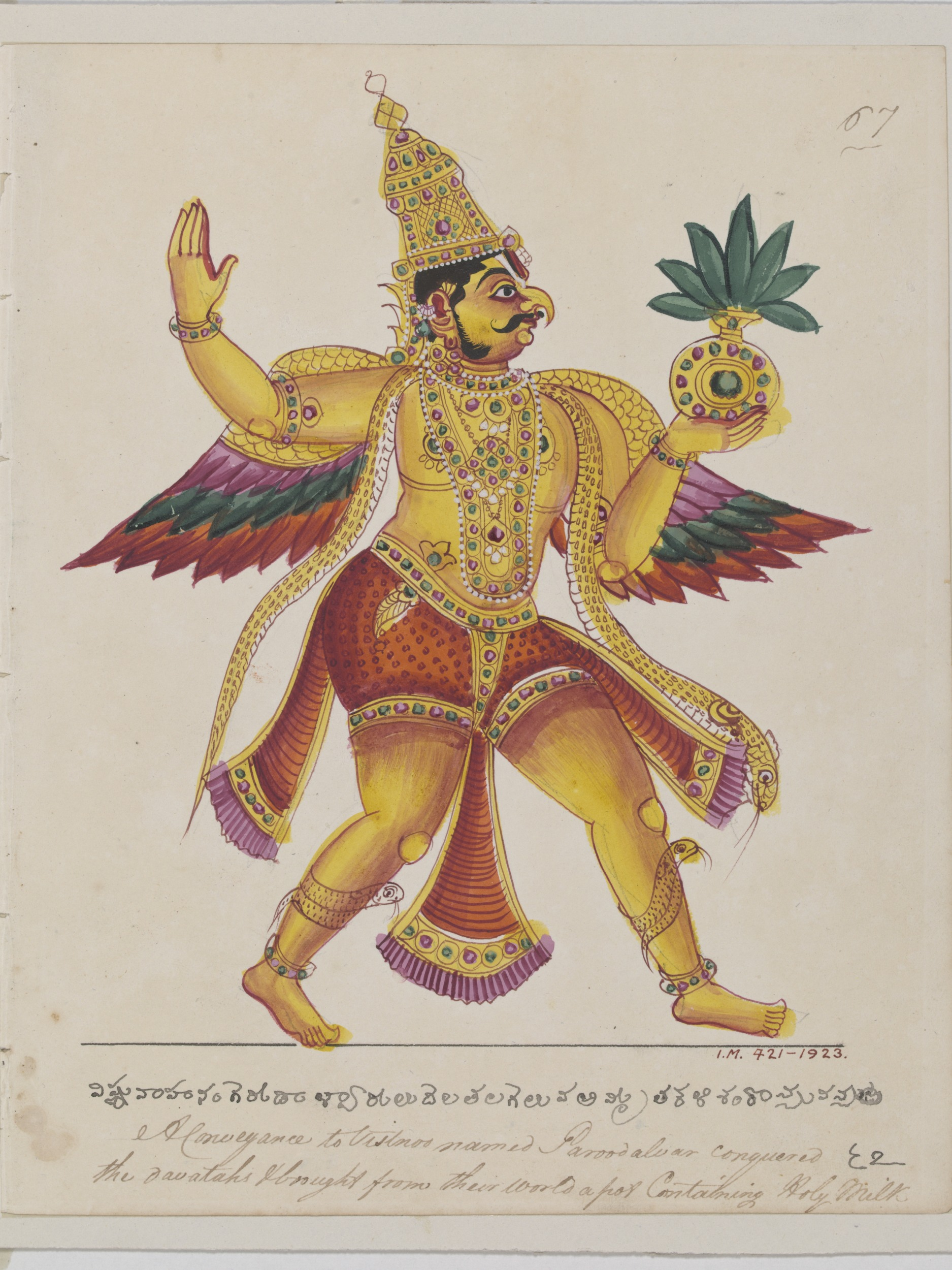
암리타 병을 들고 돌아오는 가루다
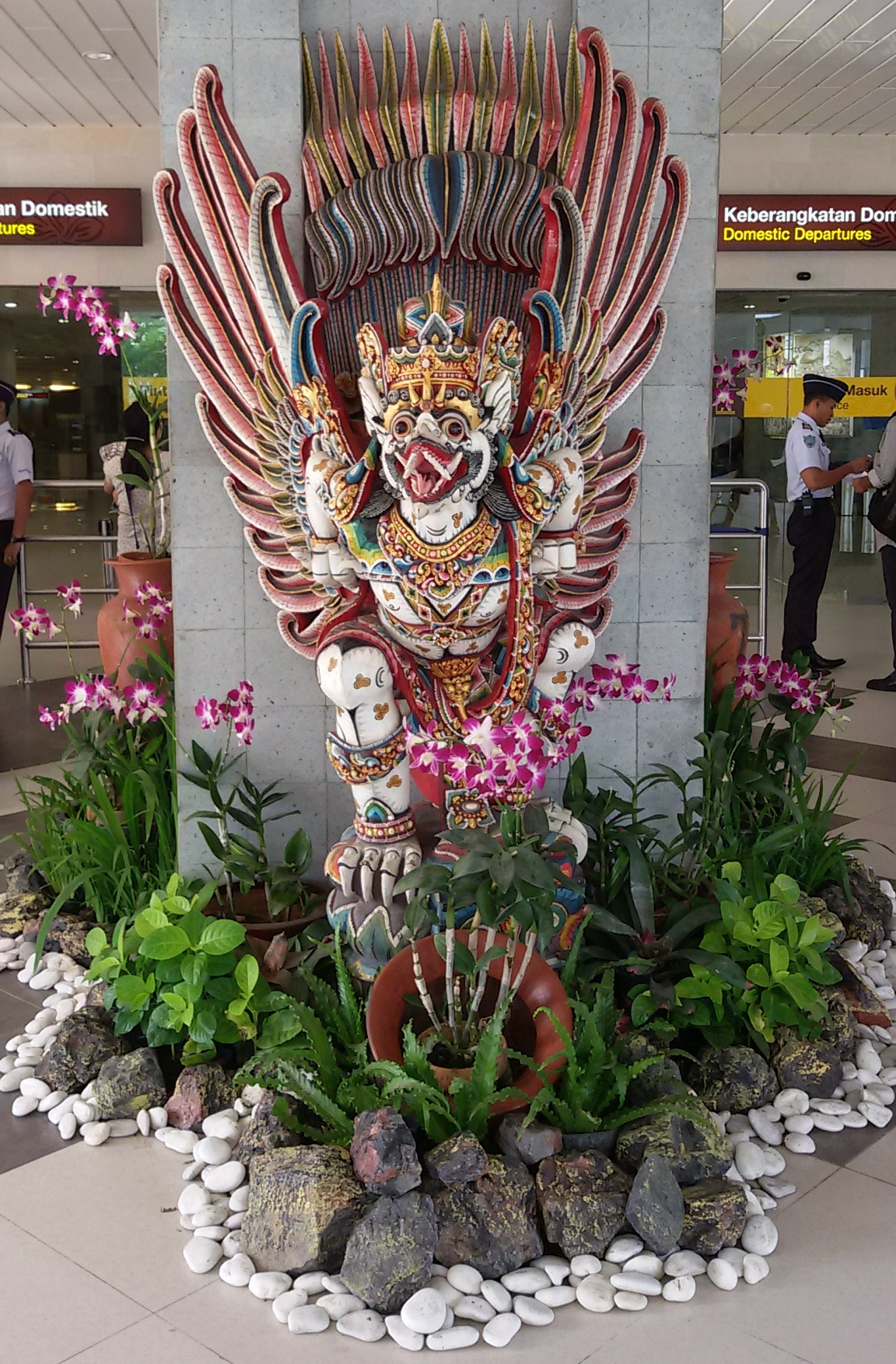
발리주 응우라 라이 국제공항의 발리 가루다 동상, 인도네시아
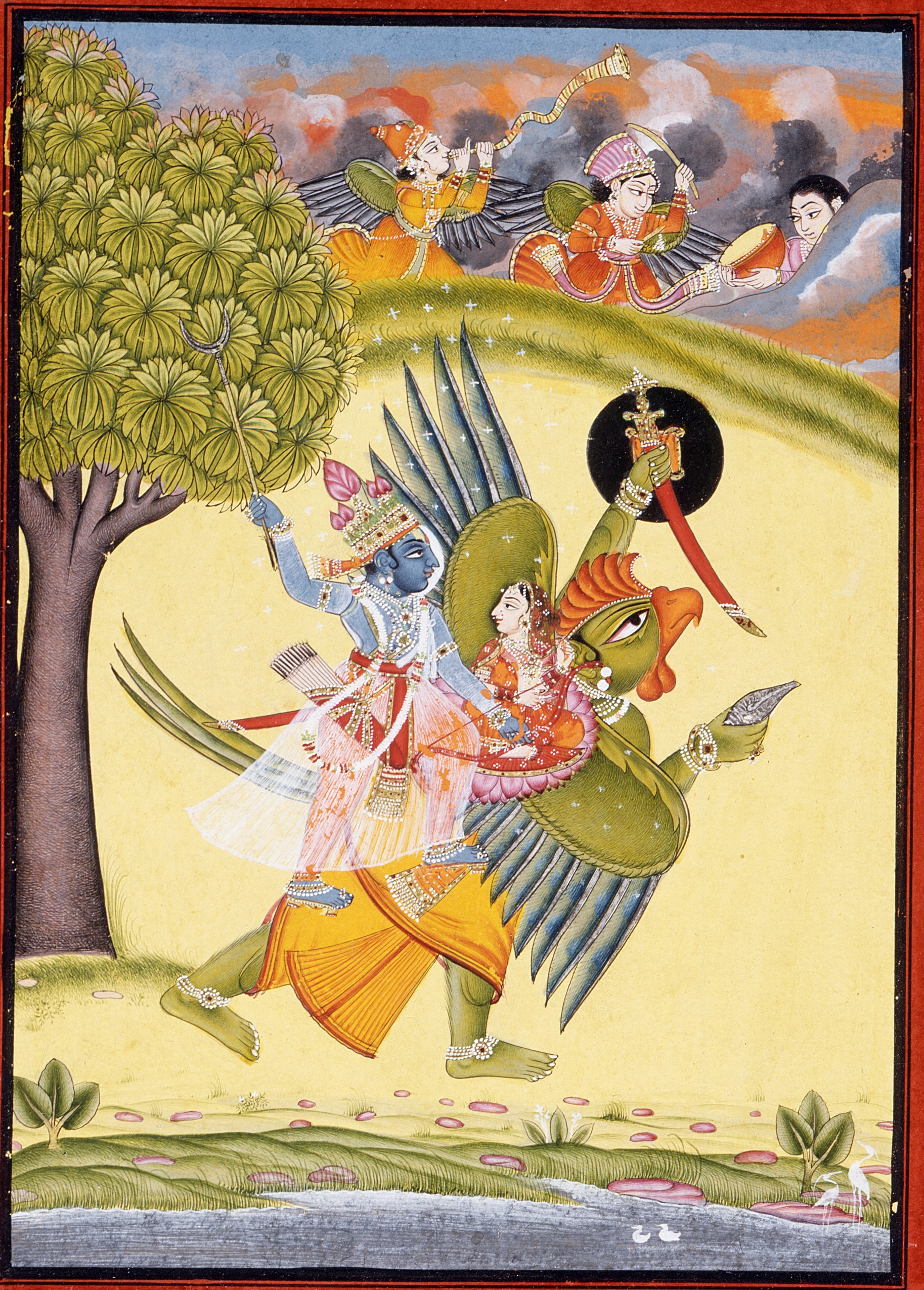
가루다가 비슈누와 락슈미를 태우고 있다
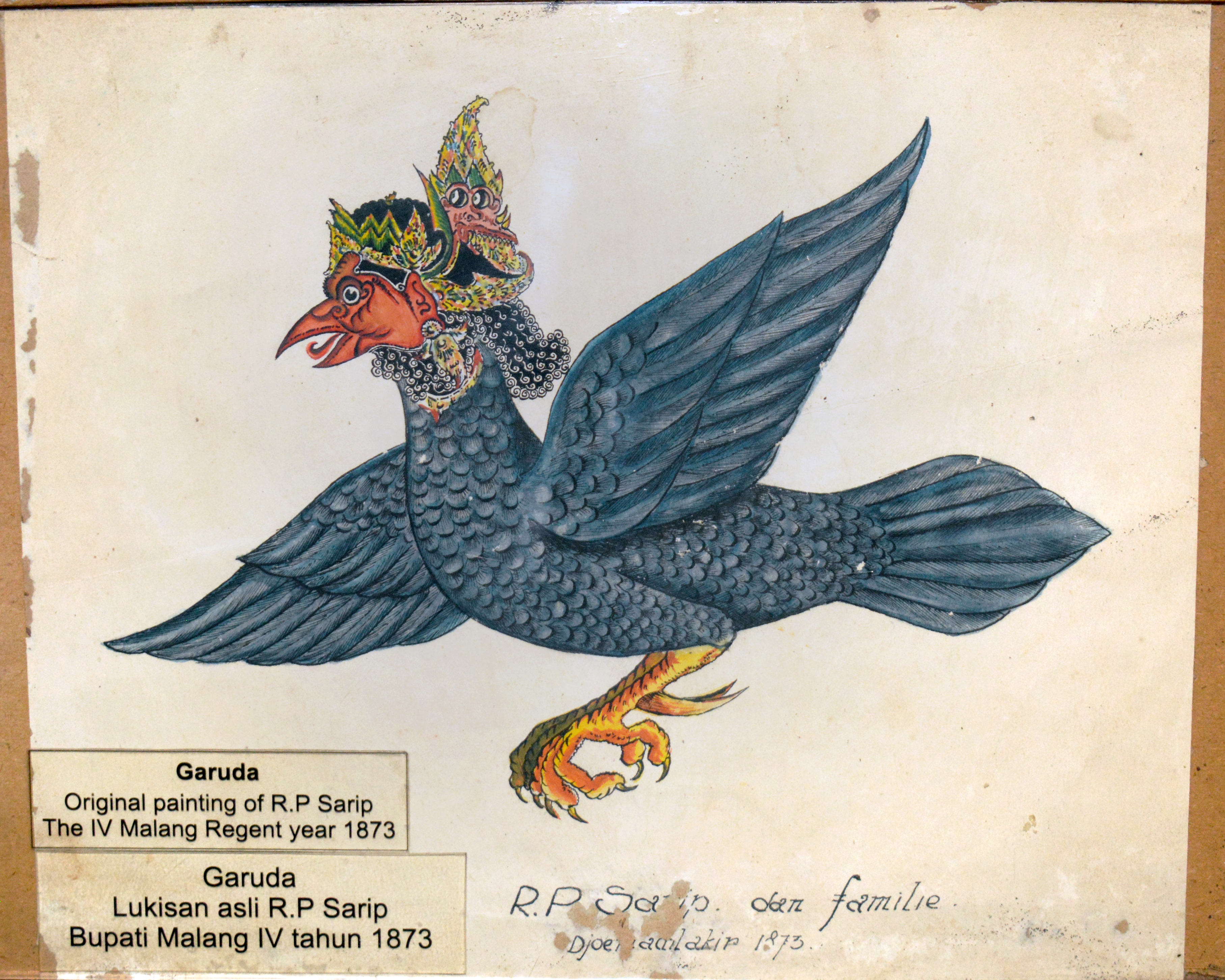
라덴 P. 샤리프 (당시 말랑 제4섭정)에 따른 자바 가루다

## 같이 보기
- 아바빌 (신화)
- 봉황
- 가리드
- 캄보디아 건축의 가루다
- 가루다 단다카
- 가루다 리눅스
- 가루다 푸라나
- 가루다사나
- 하르피이아
- 가릉빈가
- 가루라
- 콘룰
- 인간형 조류 목록
- 로크 (신화)
- 사루타히코 오카미
- 시무르그
- 시린
- 텐구
- 천둥새
- 투룰